# Simca
Simca (Сімка, Société Industrielle de Mécanique et Carrosserie Automobile) — з 1934 року французький виробник автомобілів. Штаб-квартира розташована в місті Нантерр. У 1964 році компанію купує фірма Chrysler. У 1980 році компанія припинила виробництво автомобілів.

## Енріко Теодоро Пігоцці
Енріко Теодоро Пігоцці народився в Турині (Італія) в 1898 році. Коли хлопчикові було 14 років, його батько помер, і Енріко довелося увійти в бізнес свого покійного батька, який мав транспортну фірму, що використовувала тяглових тварин. Коли почалася Перша світова війна і Енріко досяг призовного віку, його призвали у військово-повітряні сили Італії, де він збагнув премудрості конструкції авіамоторів. Після закінчення війни він повернувся в рідне місто і продав бізнес батька, щоб вкласти гроші в дилерську мережу, яка стала продавати в П'ємонті американські та британські мотоцикли. Незабаром Енріко почав займатися імпортом вугілля з німецького Саарланду в Італію, а в 1924 році став займатися металобрухтом у Франції. Він скуповував старі машини, судна та інший брухт і привозив його в П'ємонт. Головним клієнтом сталеливарних заводів, які скуповували цей брухт, був Джованні Аньєллі, голова фірми FIAT. Аньєллі шукав у той час довірену особу, яка представляла б інтереси італійської фірми у Франції, і Пігоцці здався йому саме тією людиною, якій можна було цю справу довірити.

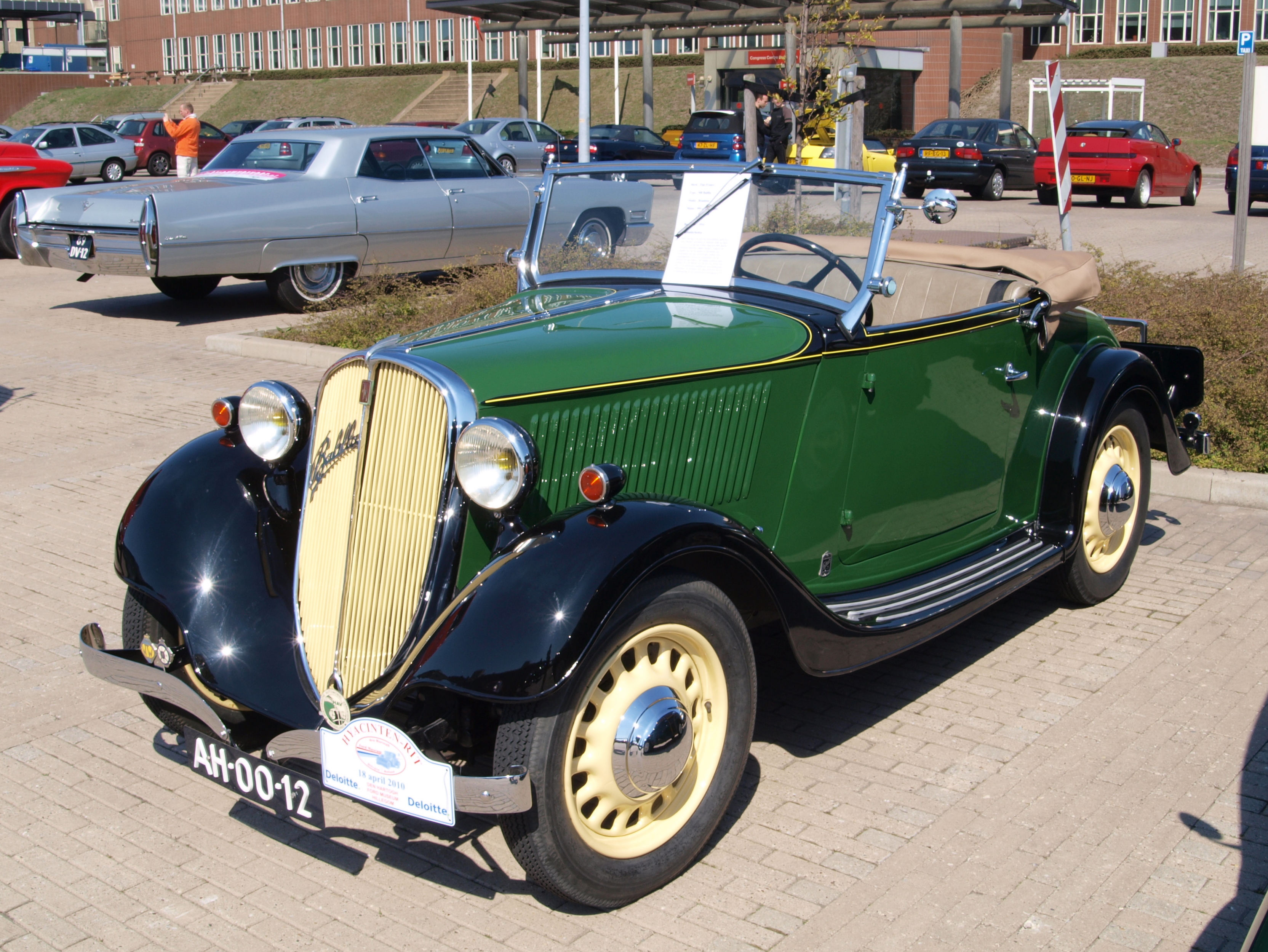
Fiat-France 508 Ballila 6CV

У 1926 році в Сюрені засновується фірма Société Anonyme Français des Automobiles FIAT (SAFAF), яка починає продавати FIAT у Франції, у 1928 році посилилися митні регламенти Франції, і навіть доволі дешеві авто FIAT перейшли до іншої цінової категорії, що відбилося на збуті машин. Тоді підприємливий Пігоцці запропонував дозбирувати з італійських вузлів автомобілі, тим самим обходячи оподаткування. У підсумку з 1928 по 1934 рік йому вдалося зібрати й реалізувати близько 29 000 автомобілів, які продавалися під маркою Fiat-France. Проте французи були занадто патріотично налаштовані й надавали переваги місцевим численним маркам. Пігоцці вирішує заснувати компанію, автомобілі якої несли б французький логотип та вузли, але технічно були б клонами італійських FIAT.

## Заснування компанії. Початок виробництва автомобілів

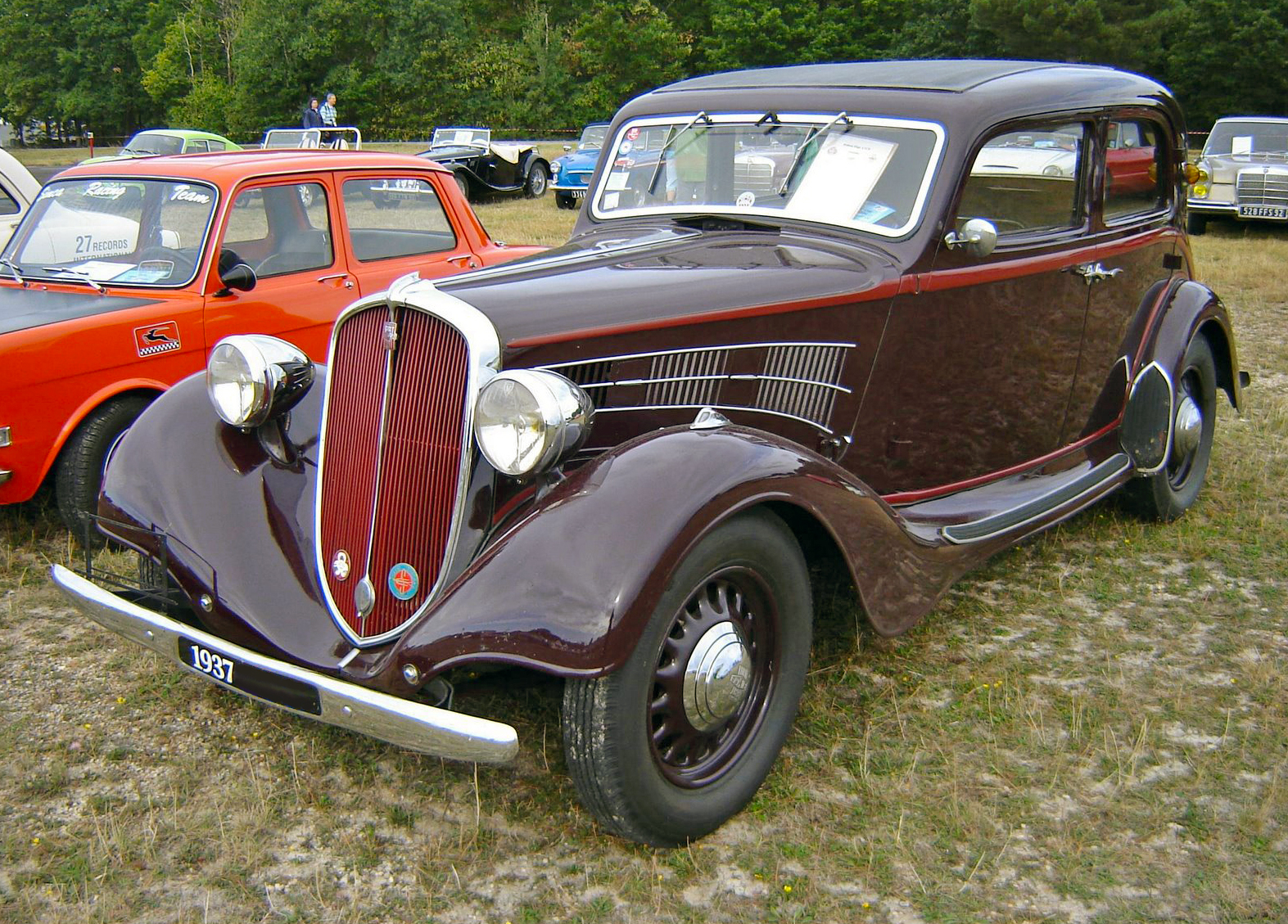
Simca-Fiat 11CV Berline

Наприкінці жовтня 1934 року італійцеві вдається купити повністю обладнаний завод збанкрутілої фірми Donnet-Zédel, який розташовувався в Нантеррі, і на початку листопада заснувати фірму Société Industrielle de Mécanique et Carrosserie Automobile (SIMCA). Перші машини були марки SIMCA-FIAT, це були моделі 6CV і 11CV — клони FIAT 508 Balilla і FIAT 518 Ardita. Мотор і коробка передач машини виготовлялися в Парижі, мости — в Сент-Етьєні, а кузови надходили з Леваллуа-Перре. Обидві машини мали гідравлічний привід гальм і 4-ступінчасті повністю синхронізовані коробки передач, перша модель мала 1 л двигун (24 к.с.), а друга — 1.9 л мотор.

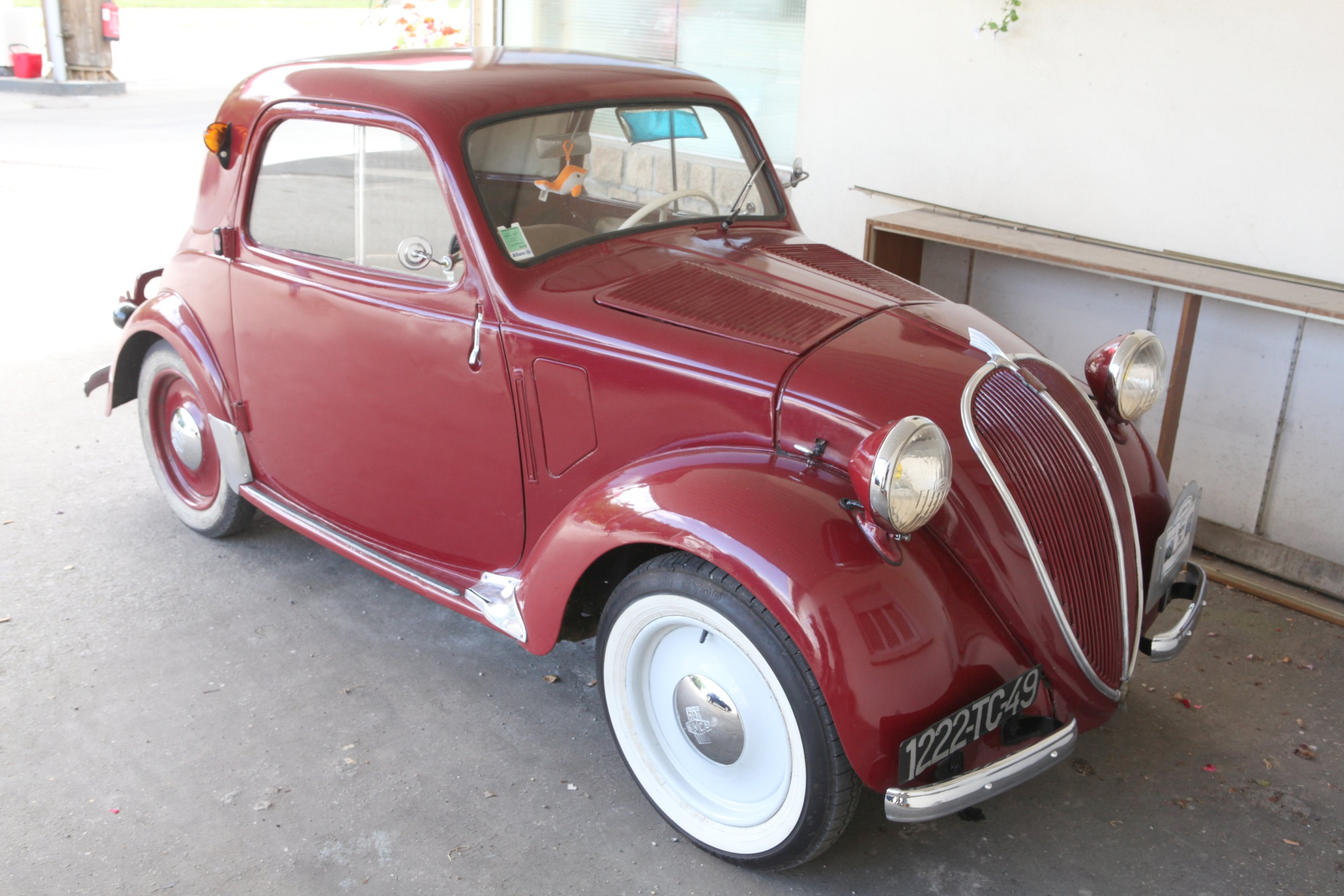
Simca Сinq 3СV Coupe De Luxe

У січні 1936 року приставка FIAT зникла з назви машини, у цей же час журналістам представляють нову модель SIMCA Cinq (3CV). Нова машина була розроблена італійським інженером Данте Джакозою, який відповідав за технічну начинку, і Родольфо Шеффером — дизайнером автомобільних кузовів. Під капотом машини переховувався 570-кубовий мотор потужністю 13 к.с., який, незважаючи на малий об'єм, мав повноцінні 4 циліндри, трансмісія машини мала 4 ступені, гальма були з гідроприводом, а передня підвіска — незалежною. Однак через страйки, які проходили у Франції в 1936 році, просунуту в технічному плані машину вдалося запустити у виробництво тільки в червні 1936 року, а ще в березні 1936 року машину почали випускати і в Італії під назвою FIAT 500 Topolino, тож легендарне «італійське мишеня» було вперше представлене під французькою назвою. Машина пропонувалася в трьох варіантах: Standart, De Luxe і Grand Luxe; перша не мала запаски, підніжок і бамперів, однак цей варіант припинили випускати вже в серпні 1936 року.

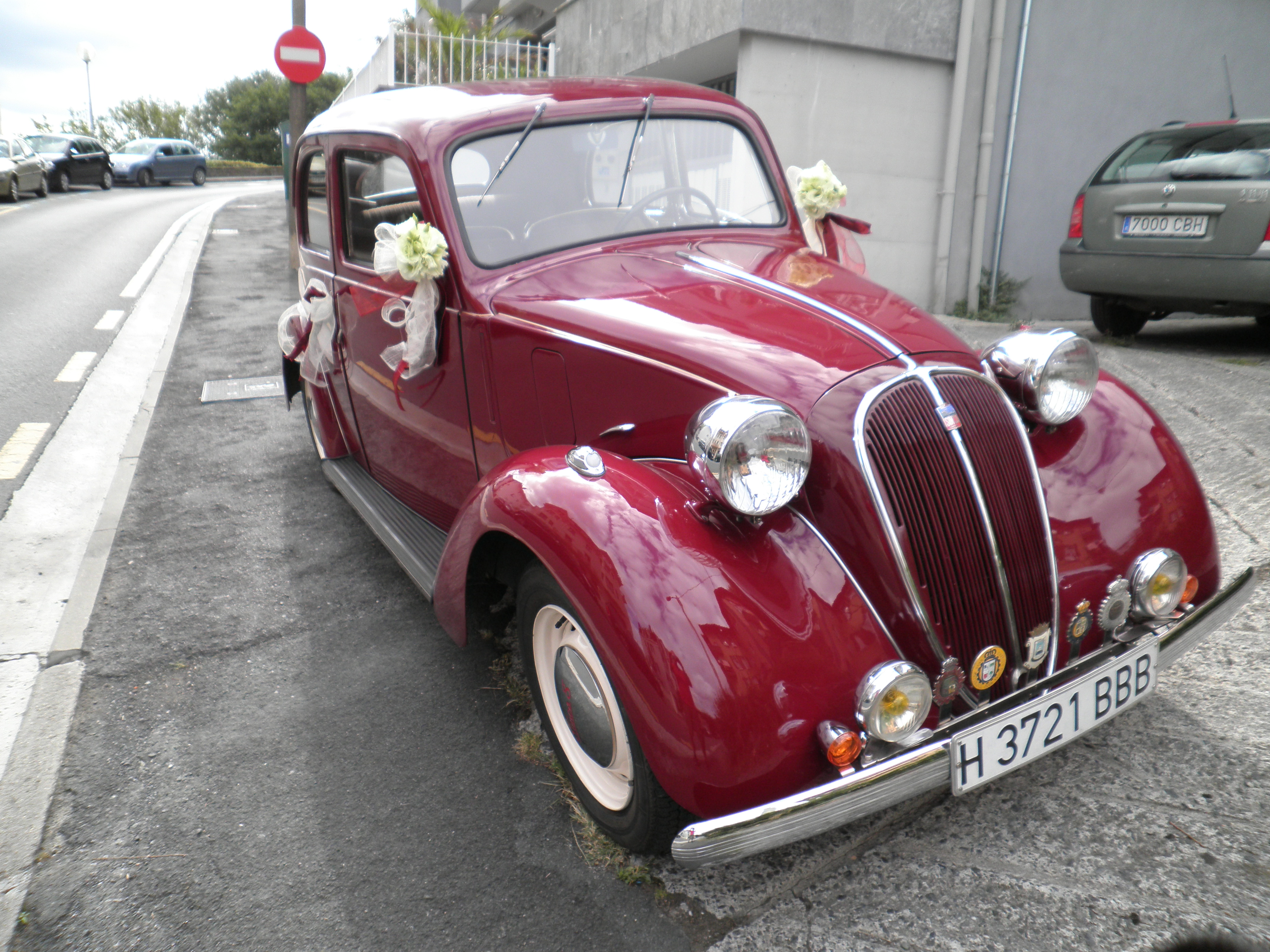
Simca Huit 6CV Berline

У 1937 році FIAT представив нову модель — 508C Millicento з 1.1 л 38-сильним мотором, незабаром цю ж машину починають випускати під назвою Simca Huit 6CV, яку пропонували з цілою гамою кузовів, починаючи від відкритого родстера і закінчуючи чотиридверним седаном, причому машину можна було замовити і з ексклюзивним кузовом від якої-небудь фірми, наприклад, Deho. Модель Cinq отримує і вантажний варіант — Fourgonnette в/п у 250 кг, який активно стали закуповувати поштові підприємства Франції. У цей же час припиняється випуск колишньої моделі 6CV. Модель Cinq з обтічним кузовом, побудована В'ялем і Аленом, бере участь у різних марафонах на економічність і виграє більшість із змагань, показавши рекордну середню витрату в 3.1 л бензину на сотню кілометрів. Пігоцці виставляє рекордсмена по економічності на 24-годинний марафон у Ле-Мані, і машина приходить до фінішу останньою. Але В'яль і Ален були єдині з класу до 750 кубів, хто доходить до фінішу, тому золота медаль дістається єдиному екіпажу, який стояв у цей момент на подіумі. Однак це була не єдина золота медаль, яка дісталася екіпажу, що виступав на Simca, класом вище аналогічну позицію зайняли Верне та Ларжо, що виступали на старому 6CV в класі до 1.1 л; машин, що фінішували, було набагато більше, в тому числі Ford, Adler, MG і Chenard & Walcker. Тим самим молодша модель фірми довела не тільки свою економічність, але й надійність, і це не могло не позначитися на попиті, який був дуже і дуже непоганим.

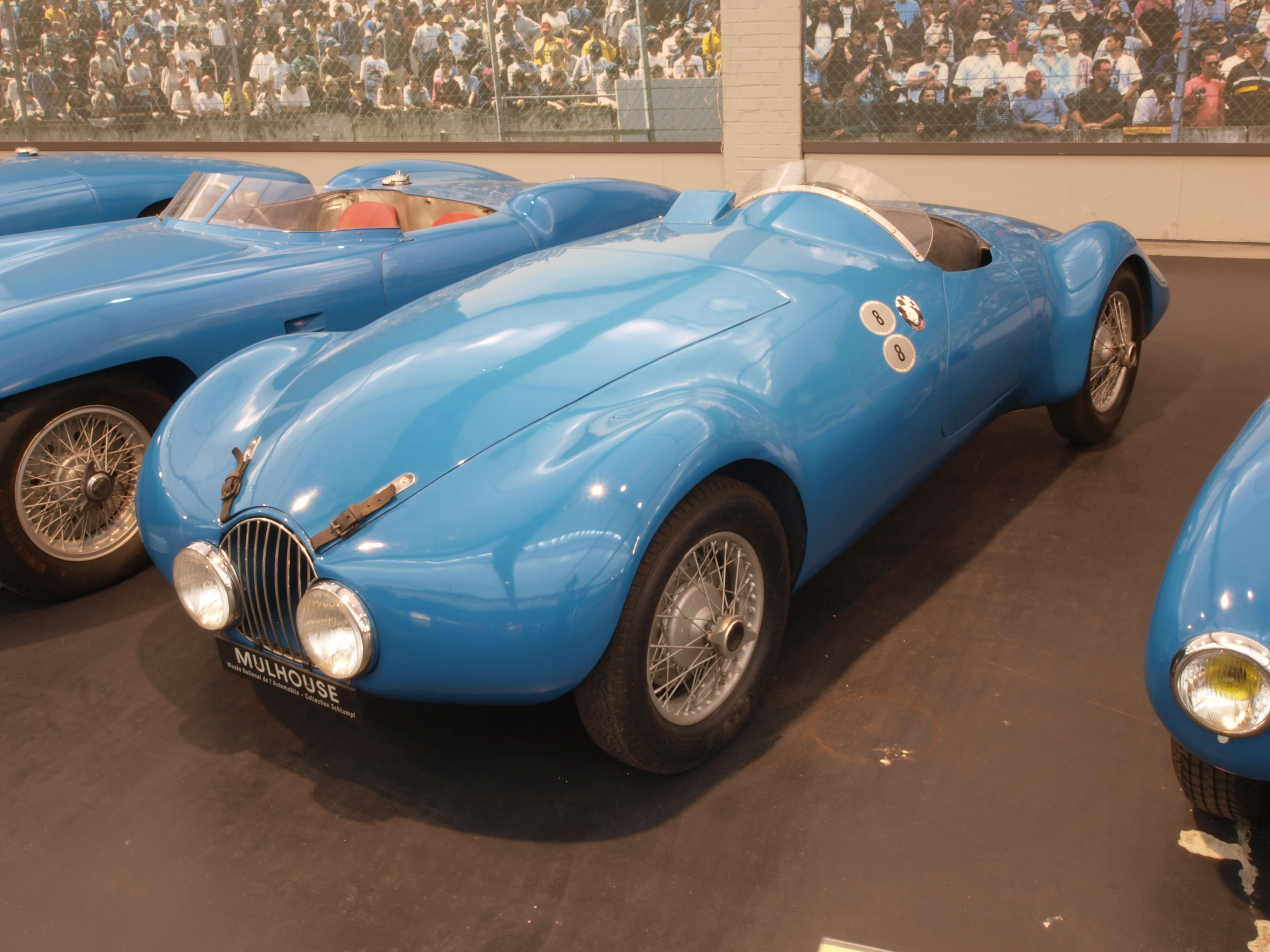
Simca-Gordini Huit Deho

У 1938 році припиняється виробництво моделі 11CV, а модель Huit отримує додатковий асортимент кузовів. У 1938 році Дебіль і Лапшен, які виступали на автомобілі, підготовленому технічно Амедей Гордіні, з алюмінієвим кузовом від фірми Deho, займають у класі 1.1 л друге місце, слідом за Singer Nine Le Mans. Мотор 1.1 л машини був розігнаний до 60 к.с., а в загальному заліку цей екіпаж прийшов дев'ятим, третє місце було також за Simca Huit, але на машині з іншим кузовом. У класі до 750 кубів золото і срібло було також за екіпажами, що виступали на Simca.
У 1939 році модель Huit бере участь в Монте-Карло, але залишається без кубка, зате сам Гордіні разом зі Скароні відвозять додому золотий кубок за перемогу у своєму класі, срібло було теж за аналогічною машиною, а третє місце дістається екіпажу на Morgan. За традицією останніми в загальному заліку, але єдиними в своєму класі, приходять 570-кубові Cinq. Крім Ле-Мана старша модель здобуває перемоги в змаганнях Реймса, Боль д'Ор і в ралі Париж-Ніцца. До серпня продажі машин становили близько 2000 примірників на місяць, однак після того, як Німеччина окупувала Польщу і Франція оголосила Німеччині війну, почався спад продажів, і до червня 1940 року, коли німці окупували Францію, фірма збувала по 750 машин щомісяця, основна маса яких поставлялася французькій армії як розвідувальні. Після того, як у Франції правити бал стали німці, Пігоцці продовжив виробництво автомобілів, але асоціація Générale Française Automobile ставить головним інженером фірми Жана Альбера Грегуара.

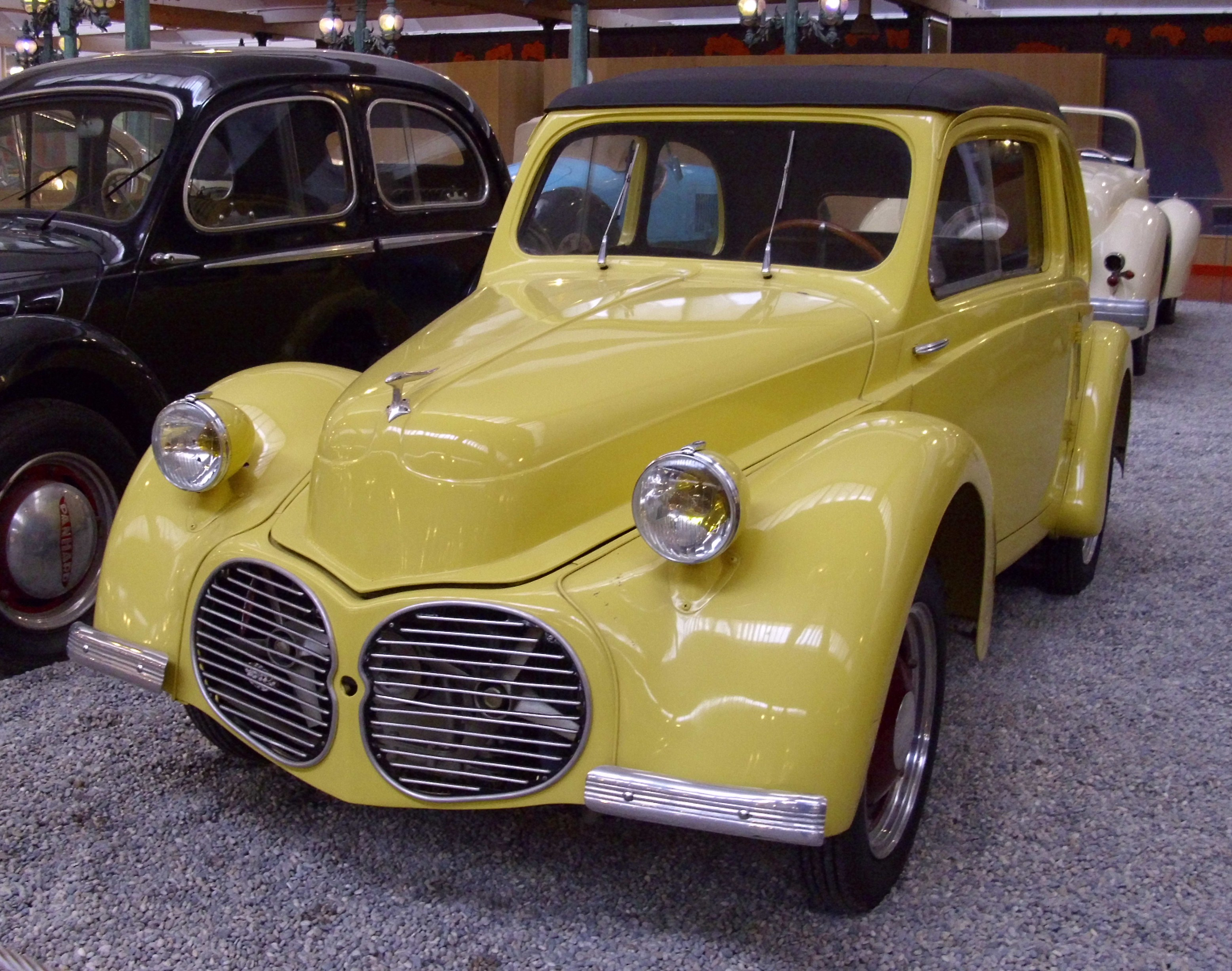
Gregoire AGF

Simca продовжує виробляти автомобілі протягом всієї війни, в 1941 році навіть з'явилися нові версії кузовів для Huit, наприклад, дерев'яний кузов універсал — Canadienne. Упродовж 1943 року не було вироблено жодної легкової машини, проте завод не простоював, з його конвеєра сходила військова продукція. У 1944 році було побудовано 23 моделі Cinq і 180 — Huit. Ще в 1942 році фірма увійшла до складу групи Groupe Francaise Automobile, якою керував барон Петьє, що прибрав до рук фірми Delahaye і Delage, йому вдалося здобути підтримку з боку міністра промисловості на перезавантаження Simca, але взамін він повинен був почати виробляти новий автомобіль, розроблений Грегуаром ще в 1941 році і представлений публіці в 1945 році.

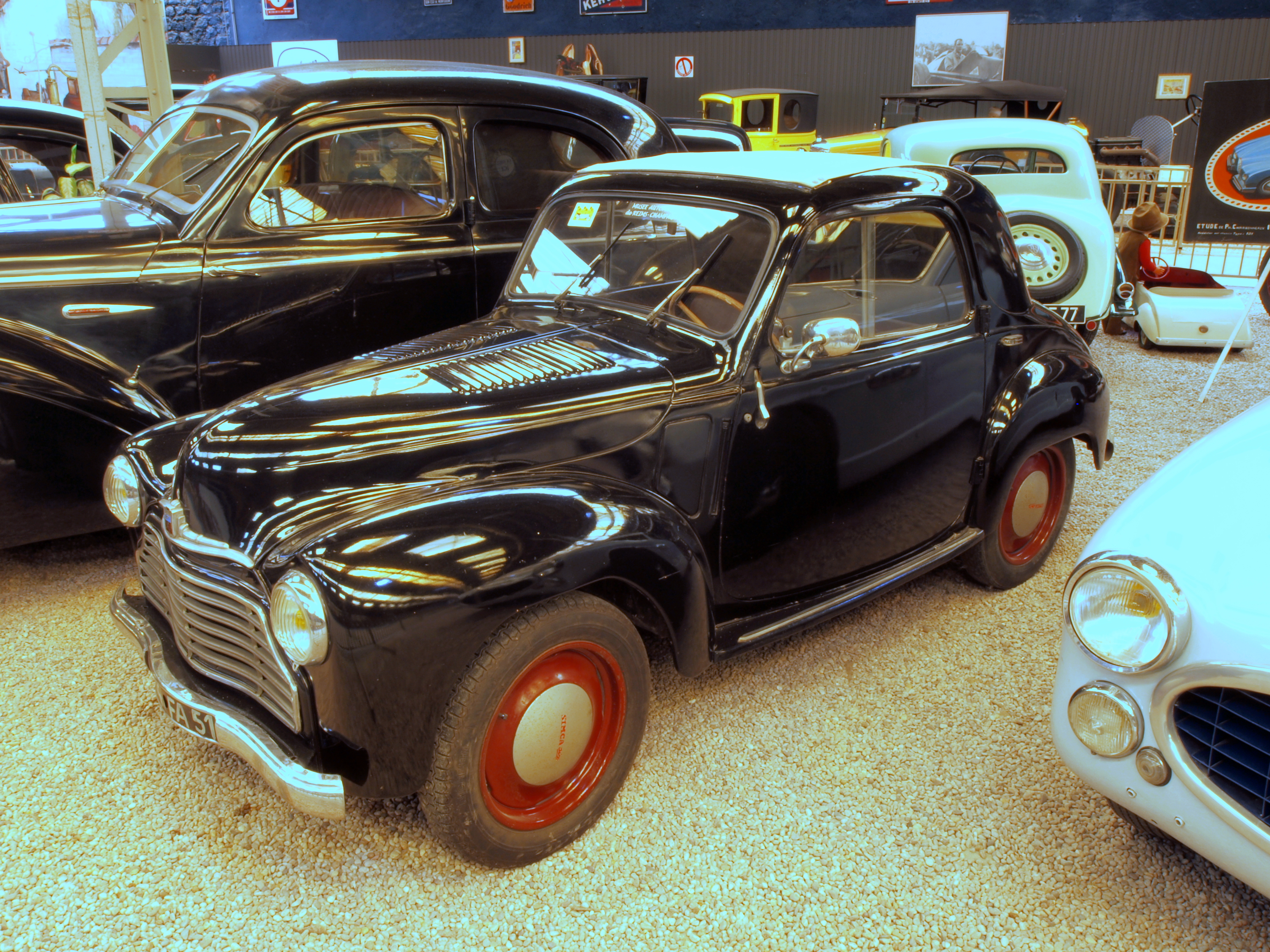
Simca 6 3CV Coupe

Однак Пігоцці, який до того часу офранцузив своє ім'я до Анрі Теодор, робить усе, щоб повернути собі вою фірму і щоб не допустити потрапляння на конвеєр алюмінієвого автомобіля. У підсумку це йому вдається, а прототип Грегуара знаходить друге життя на потужностях фірми Panhard et Levassor. Тим часом у 1946 році з'являються нові кузови для існуючих довоєнних моделей, які поміняли свої назви з прописних слів на цифри, тепер Cinq — це Simca 5, а Huit — Simca 8, ці слова і означали ці цифри французькою мовою. Наприкінці 1947 року замість 5 починають випускати 6, це була машина, побудована на базі 5, але у якої змінився дизайн передньої частини, а головне — підняли потужність мотора до 16 к.с., тепер машина могла розвивати швидкість до 95 км/год, що на 10 км/год більше попередника. Нова машина була також представлена у двох версіях — купе і фургон. Ця машина стала першою ластівкою самостійного прийняття рішень французьким відділенням FIAT, оскільки практично такий же дизайн передка перекочує на Fiat 500C тільки через два роки.
У цей же період відновлює свою діяльність і Амадей Гордіні, який розробляє нові гоночні автомобілі на вузлах автомобілів Simca. У 1947 році він будує гоночний одномісний автомобіль Simca-Gordini T15, який при об'ємі двигуна 1.1 л розвивав 65 к.с. і максимальну швидкість в 175 км/год. Ця машина займає з першого по третє місце в перегонах Coupe des Petites Cylindrees, які проходили в Реймсі. А через рік подібна машина отримує перемогу в Боль Д'Ор і 24-годинному марафоні в Спа (в своєму класі).

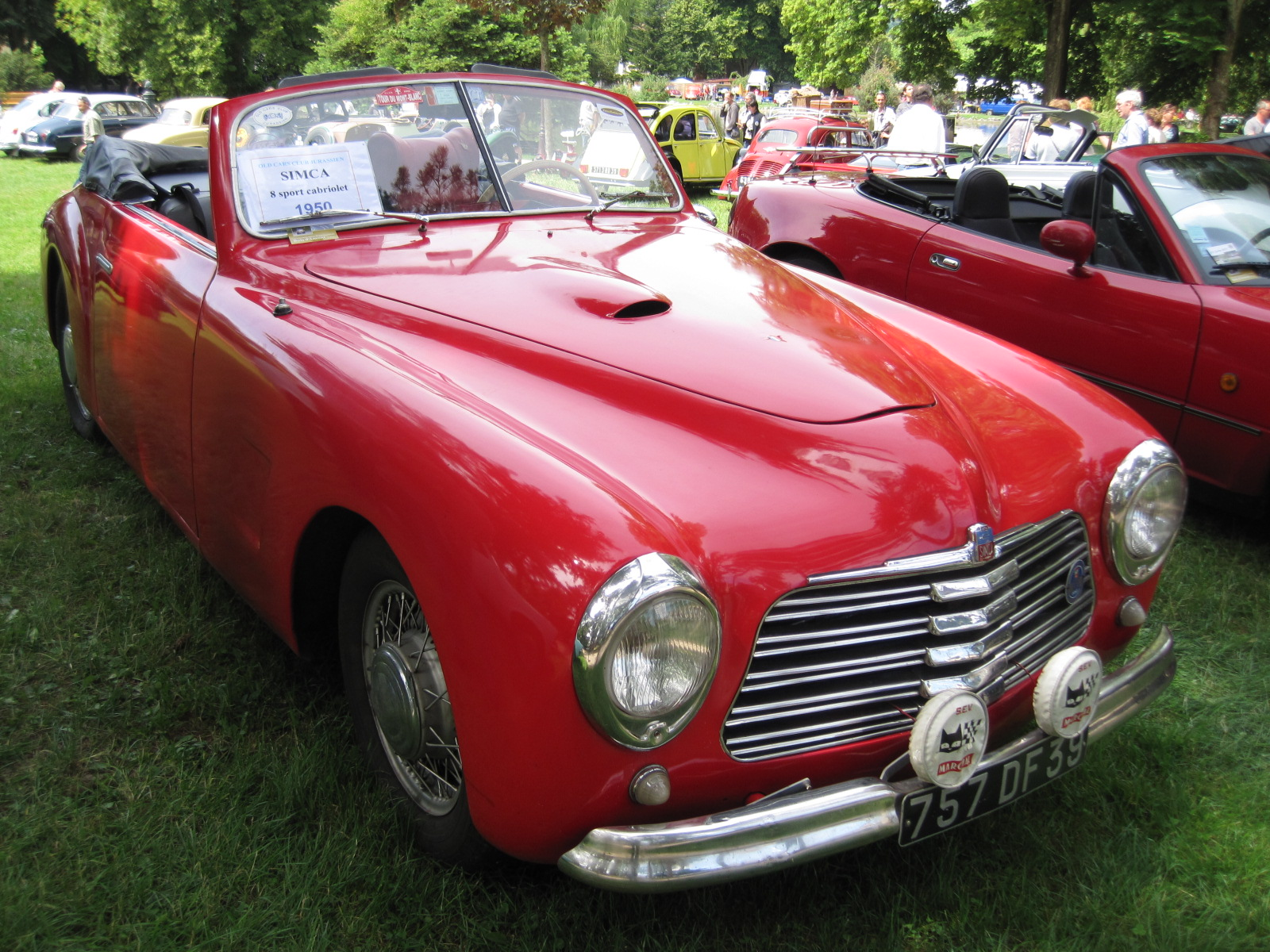
Simca 8 Sport Cabriolet

У 1949 році модель 8 отримує новий салон, кузов піддається незначним оновленням, типу більшого заднього вікна, трохи іншої форми крил, також з'являється новий варіант 8 Sport з 1.2 л двигуном, підготовленим Gordini, який розвивав 50 к.с., завдяки чому машина могла розвивати 136 км/год, і кузовом, спроектований Фаріною. Автомобіль міг мати як відкритий, так і закритий кузов типу купе (з початку 1950 року), які поставлялися фірмою Facel-Métallon, але на шасі цієї машини можна було замовити і кузови, що виготовлялися фірмою Figoni et Falaschi. Відкрита машина дебютує на Альпійських ралі, де прийде першою в своєму класі. Мотор такого ж об'єму отримують і прості версії моделі 8, але потужність моделі 8 7CV дорівнювала 42 к.с., що разом з 4-ступінчастою КПП давало максимальну швидкість в 115 км/год, саме така машина виграла в Монте-Карло 1950 року.
Гордіні в 1949 році доводить об'єм свого боліда до 1.4 л, а потужність — до 91 к.с., Скарон на такій машині займає в 1949 році третє місце на Гран-прі в Марселі, після чого була ще низка призових місць, але кульмінацією стала перемога Трентіньяна на Гра-прі в Альбе в 1951 році, після чого Гордіні і Пігоцці розірвали відносини, оскільки Гордіні прагнув у Формулу 1, чого не бажав робити Пігоцці, в підсумку Гордіні заснував власну компанію, яка надалі прославилася своєю співпрацею з фірмою Renault, що тепер робить спортивні версії своїх машин, використовуючи славне гоночне ім'я Gordini. В 1949 році машини Simca брали участь за традицією і в Ле-Мані, де в класі до 1.1 л золото і срібло знову дісталося цій марці, але в 1950 році фірма зазнала великого фіаско, машини, підготовлені Гордіні, яких виставили 10 штук, не дійшли до фінішу, всі зійшли через поломки мотора, така ж нісенітниця сталася в 1951 році, так що, можливо, і цей факт дав тріщину у відносинах Гордіні і Пігоцці.

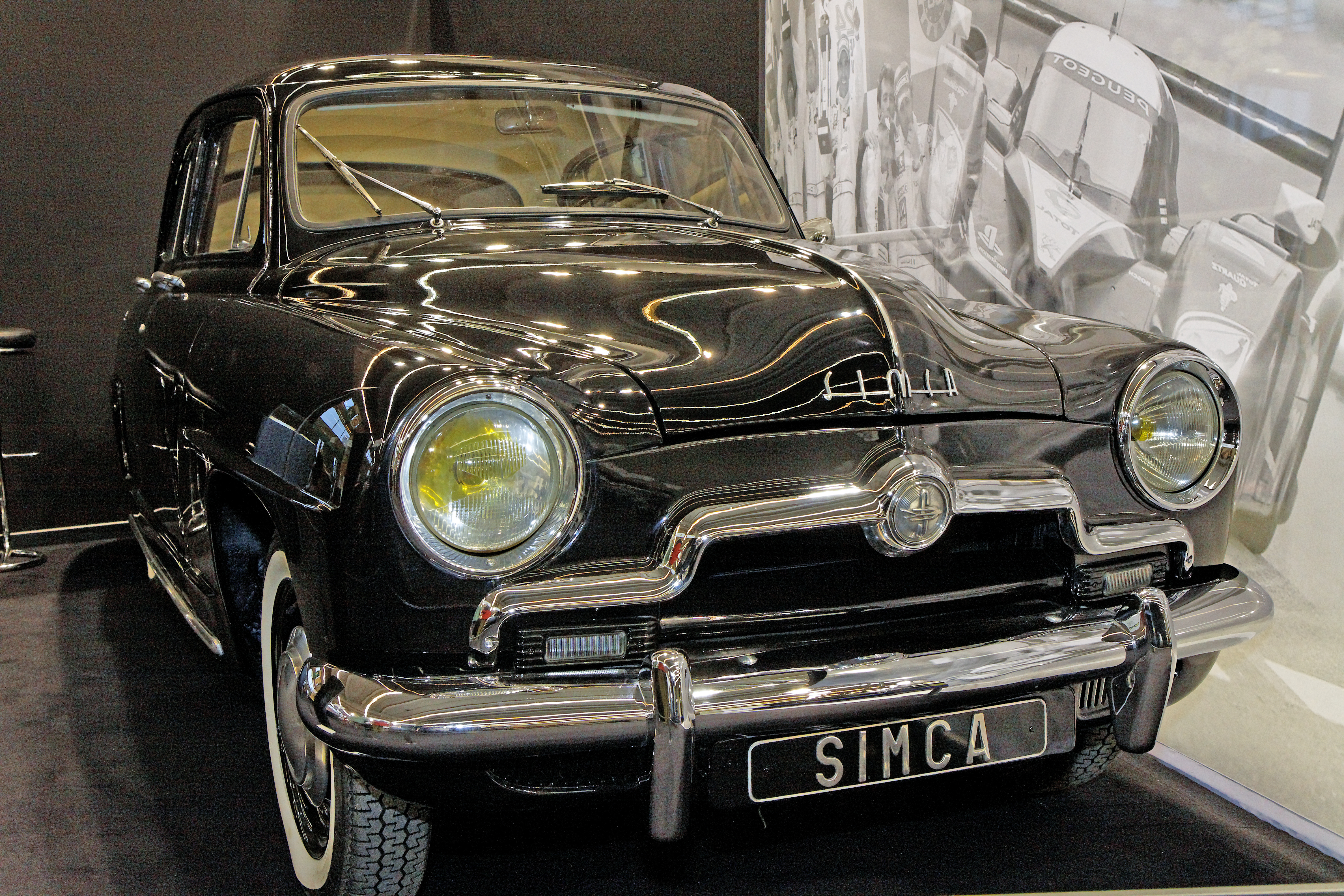
Simca Aronde Berline

У 1951 році досить сильна фірма Simca купує фірми Unic і Someca, перша на той час займалася тільки виробництвом вантажівок, а друга робила трактори. Ще в 1947 році Пігоцці відвідав США, де ознайомився з виробництвом автомобілів на заводах General Motors, від побаченого він був в шоці, наскільки була кустарна і відстала Європа в плані виробництва автомобілів, після прибуття додому він замовляє нове обладнання в США і дає зелене світло проекту над новою машиною, яку повинна фірма розробити самостійно від FIAT. У квітні 1951 року була продемонстрована машина, яку 100% розробили зусиллями конструкторів фірми Simca — Aronde.
Спочатку машину планувалося назвати 9, але Пігоцці не задовольнила така назва, тоді хтось запропонував дати назву Aronde, що означає «ластівка», оскільки на емблемі фірми була зображена ластівка. Кузов машини був несучим, а дизайн, автором якого був Рене Дюма, нагадував американські машини, тільки в зменшеному масштабі. Двигун 1.2 л був запозичений від 8, тільки його потужність підняли до 45 к.с., максимальна швидкість нової машини дорівнювала 119 км/год. Її виробництво почалося в червні 1951 року, і відразу ж ця машина стала користуватися гарним попитом, так що виробництво 5 припинили, оскільки до того часу її вже складно було продавати, бо Renault 4CV, що продавався за ту ж ціну, мав 4 дверей і 4 посадочних місця.

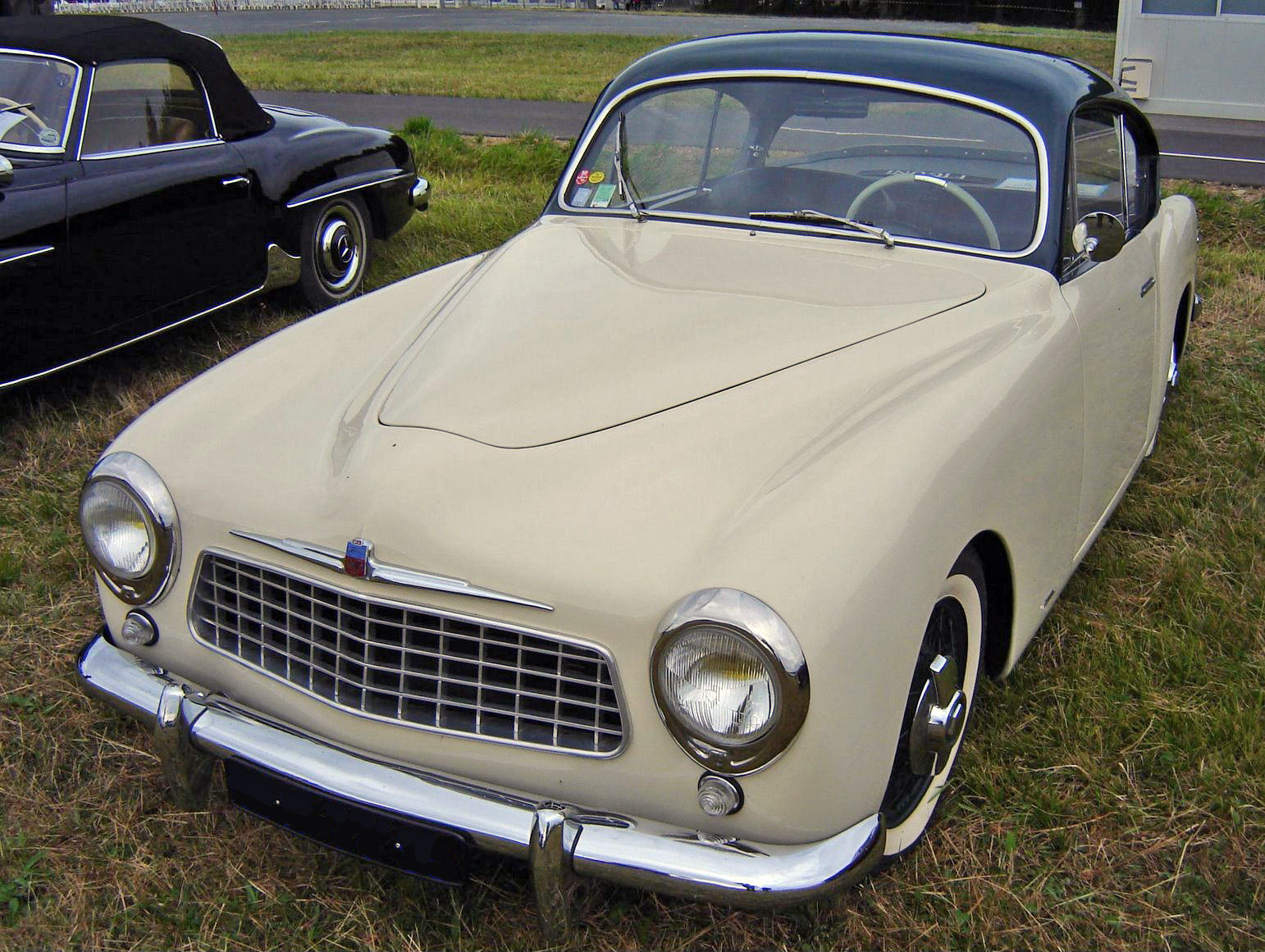
Simca 9 Sports Coupe by Figoni et Falaschi

У квітні 1952 року купе і родстер починають будувати на базі нової моделі, вона отримує індекс 9 Sports, а 8 знімають з виробництва, як звичайні версії, так і спортивні. У жовтні 9 Sports отримують новий дизайн кузова, який був доступний тільки в закритій версії, оскільки кузов Aronde — несучий, і відкриту версію треба було ґрунтовно переробити, щоб зберегти жорсткість кузова. Aronde була тепер доступна і у вантажному варіанті — Commerciale.
На Simca придумали цікавий маркетинговий хід, ще в травні 1952 року одну з серійних машин Aronde відправили намотувати на трасу Монтлері 50 000 км, що машина і зробила без значних зупинок з середньою швидкістю в 117 км/год, встановивши рекорд світу, а в серпні 1953 року знову взяту із загального потоку Aronde відправили на Монтлері, але тепер протягом сорока днів намотали 100 000 км, і знову без особливих поломок, але цього разу середня швидкість дорівнювала 104 км/год, рекорд так і тримається донині. Тим часом попит на «Ластівку» ріс в значній прогресії, якщо в перший рік реалізували близько 20 000 автомобілів цієї моделі, то в 1954 році — майже 95 000 автомобілів. Таке зростання трапилося і завдяки тому, що у моделі виріс асортимент кузовів, в 1953 році це були варіанти: Quotidienne — базова версія седана, Berline — дорожча версія седана, Commerciale — 3-дверний фургон з маленьким віконцем за передніми дверима, Messagere — 3-дверний фургон з глухими бічними стінками, і Truckett — пікап з дерев'яною вантажною платформою.

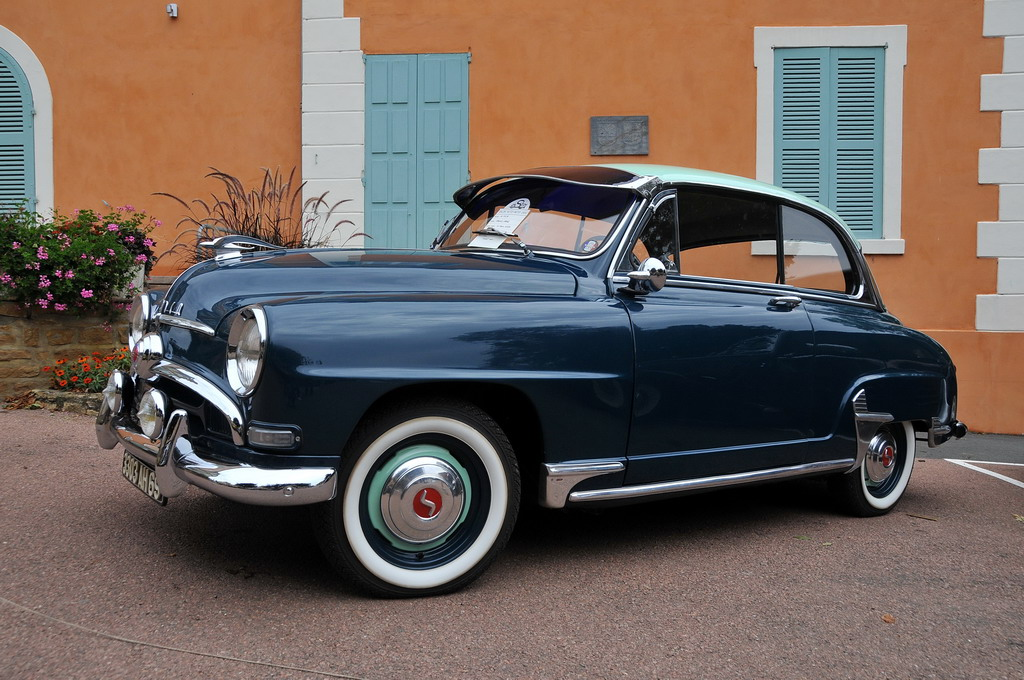
Simca Aronde Grand Large

У 1954 році машині роблять підтяжку обличчя, бампер розташували нижче, з'явилися нові вуса решітки радіатора. Технічно поліпшується зчеплення і коробка передач, задній диференціал, обід колеса зменшується в розмірі. З'являються нові варіанти автомобіля, які розширюють і без того немалий асортимент: Luxe — топова версія седана, Grand Large — 2-дверний купе-хардтоп, і Chatelaine — 3-дверний пасажирський універсал.

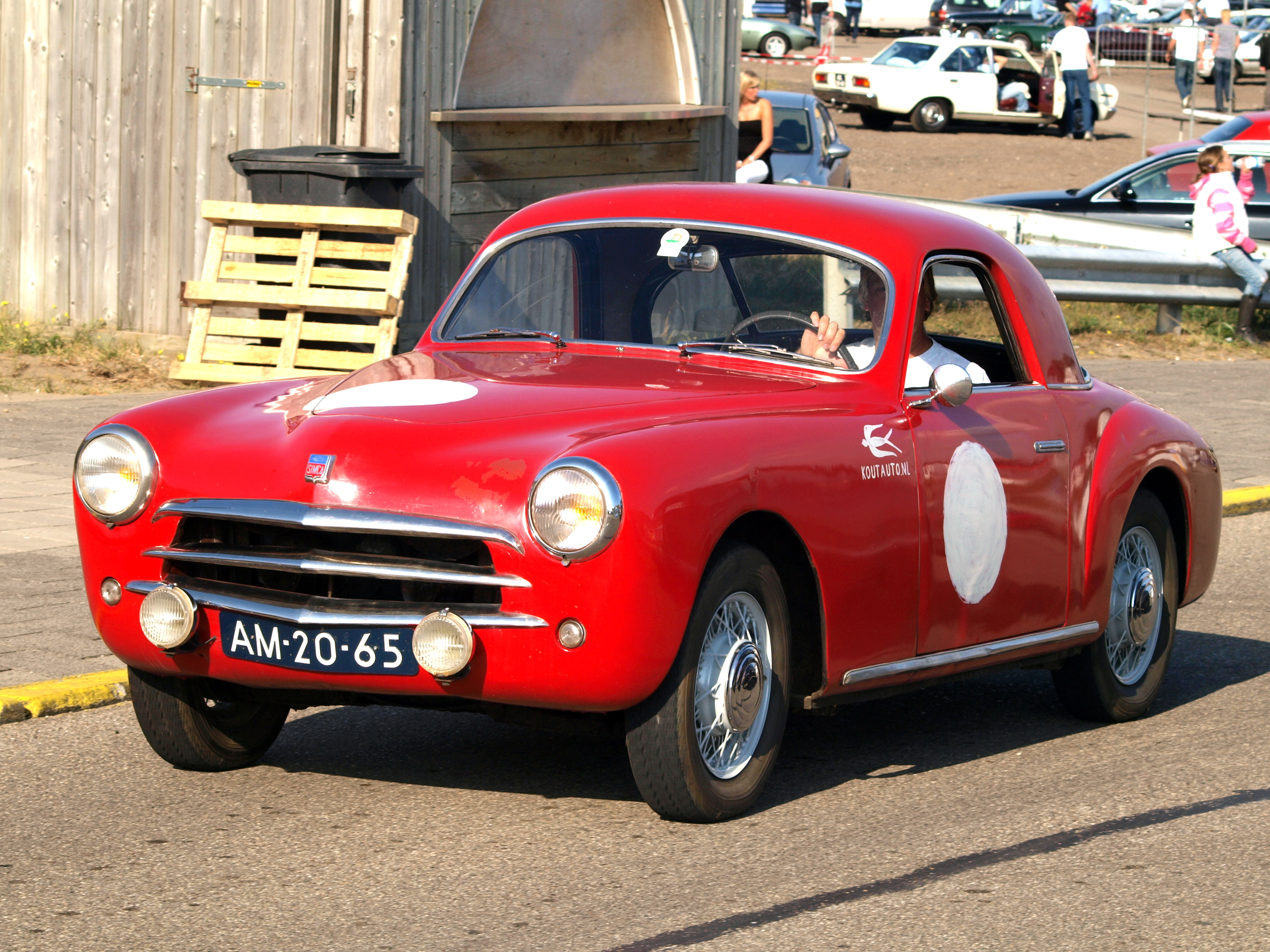
Simca Coupe De Ville

Модель «9 Спортс» перейменовують в Coupe de Ville, а потужність поліпшили на 1 к.с., тобто до 51 к.с.. Але головною подією цього року стала покупка в червні фірми Ford Société Anonyme Française, французького відділення фірми Ford, яка вела свою діяльність з 1916 року. З 1949 року це підприємство випускало модель Vedette, яка не мала прямих аналогів серед інших відділень фірми Ford, і саме ця модель стала першою в світі, яку оснастили передніми стійками МакФерсона, розробленими Ерлом МакФерсоном, але біда Ford SAF була в тому, що, не дивлячись на те, що модельний ряд складався з декількох моделей, всі вони оснащувалися мотором V8, об'ємом 2.2 л всього, але Франція поки що не потребувала масово автомобілів такого класу, а малолітражок у французького Ford не було. Так що Франсуа Лейдо нічого не залишалося іншого, як погодитися з пропозицією Анрі Пігоцці, останній отримує не тільки 15% акцій концерну Ford, завод в Пуассі, а й модель Vedette на додачу. Сам Ford почав реалізовувати на французьких ринках британські моделі Cortina та німецькі Taunus, а Пігоцці в тому ж році хотів прибрати до рук і фірму Bugatti, але нічого не вийшло.

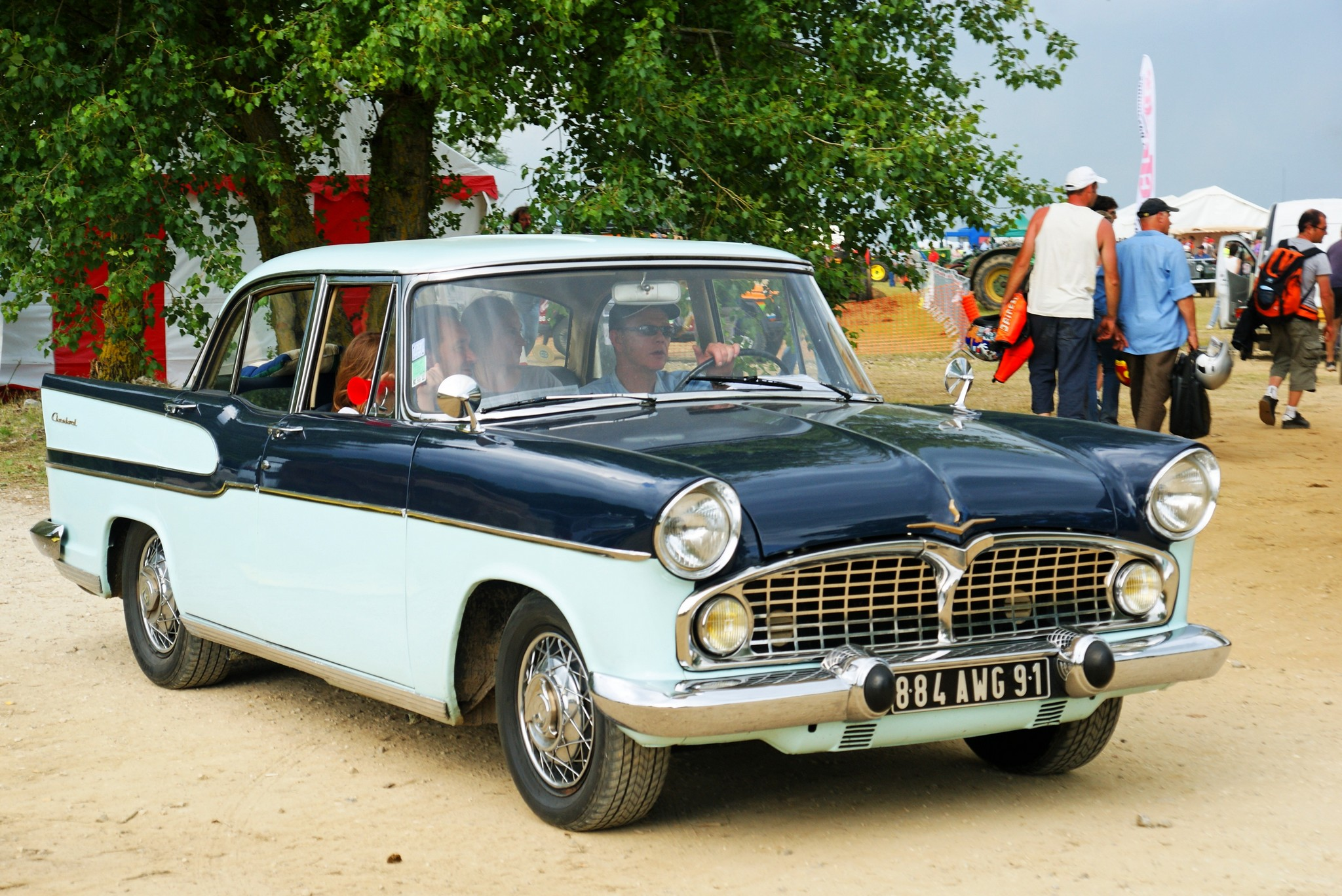
Simca Vedette Regence 13CV

Машина під маркою Simca з'явилася восени 1954 року, це була копія моделі, яку показали навесні того ж року під маркою Ford, але мотор машини переробили, в оригіналі її об'єм становив 2.2 л, а потужність — 66 к.с., конструктори Simca збільшили об'єм до 2.4 л, а потужність — до 80 к.с., 6-вольтову систему переробили на 12-вольтову, яка була на автомобілях Simca ще з самого початку їх виробництва. Цей великий седан запропонували в декількох версіях: Trianon — базова модель, що мала однотонне забарвлення кузова, не мала ікл на бамперах і мала незначний хромований декор; Versailies — версія подорожче, відрізнялася дахом, пофарбованим в інший колір, більшою кількістю хрому, наявністю підлокітника на задніх сидіннях; Regence — двоколірне забарвлення, велика кількість хрому, підлокітники спереду і ззаду і т. д.. Оскільки марка Simca в північній частині Європи була невідома, то в Німеччині, Голландії та Скандинавії машину продовжували реалізовувати під маркою Ford аж до 1956 року.

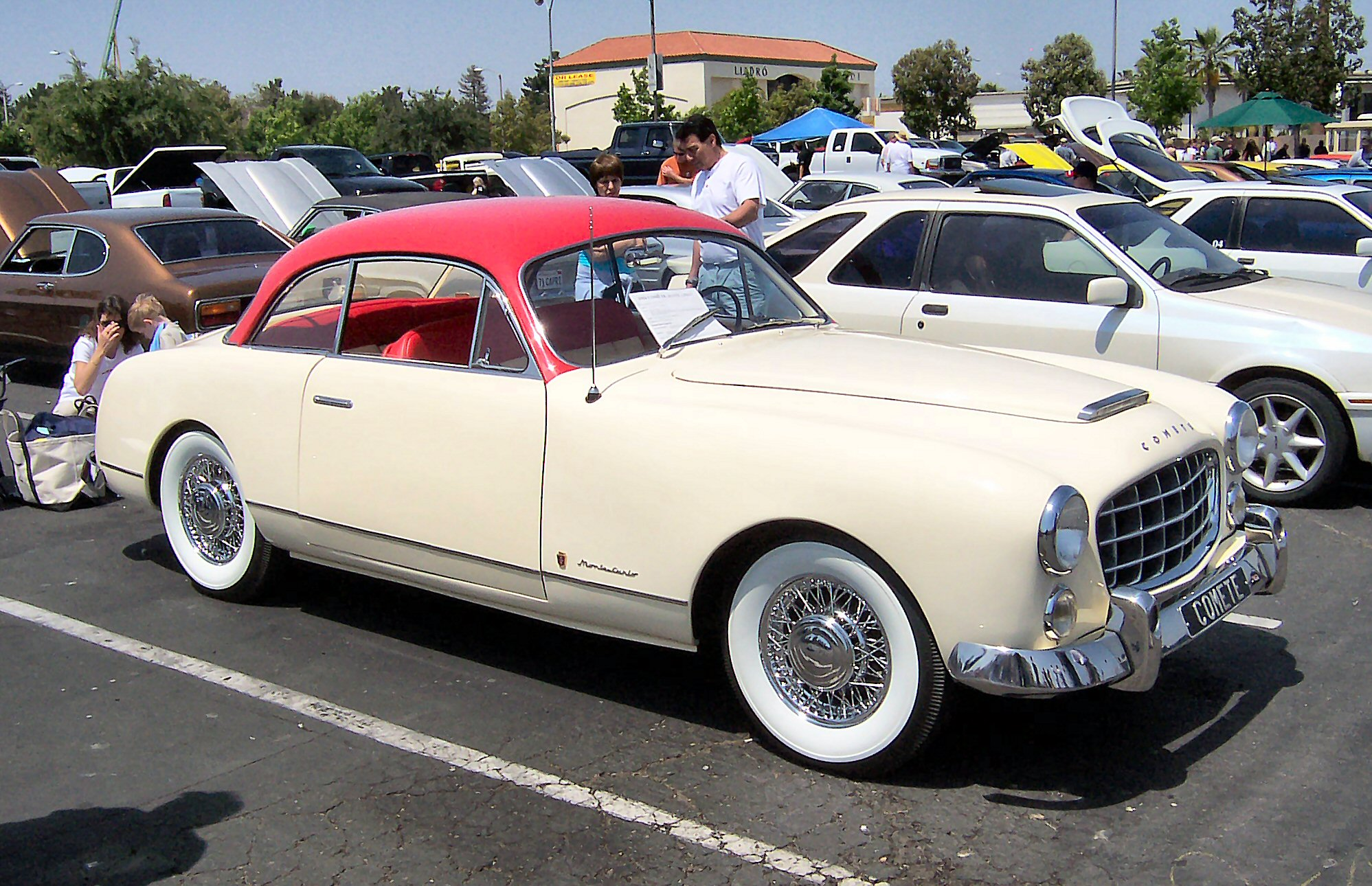
Simca Comete Monte Carlo (версія МС відрізнялася 2-колірним кузовом)

Крім Vedette, у спадок дісталася ще одна модель, яку до кінця року продавали під маркою Simca — Comète, в Європі також були відсутні аналогічні моделі фірми Ford, оскільки ця машина мала кузов купе, який виготовляв Facel-Metallon. Будучи автомобілями марки Ford, машина оснащувалася або 2.4-, або 4-літровим V8, але коли Simca викупила французьке відділення концерну, то у виробництві залишилася тільки 2.4 л версія, але до середини 1955 року машинокомплекти скінчилися, а Пігоцці вирішив не продовжувати виробництво цього автомобіля, який був досить сильно схожий на його більш слабкі моделі Coupe de Ville.

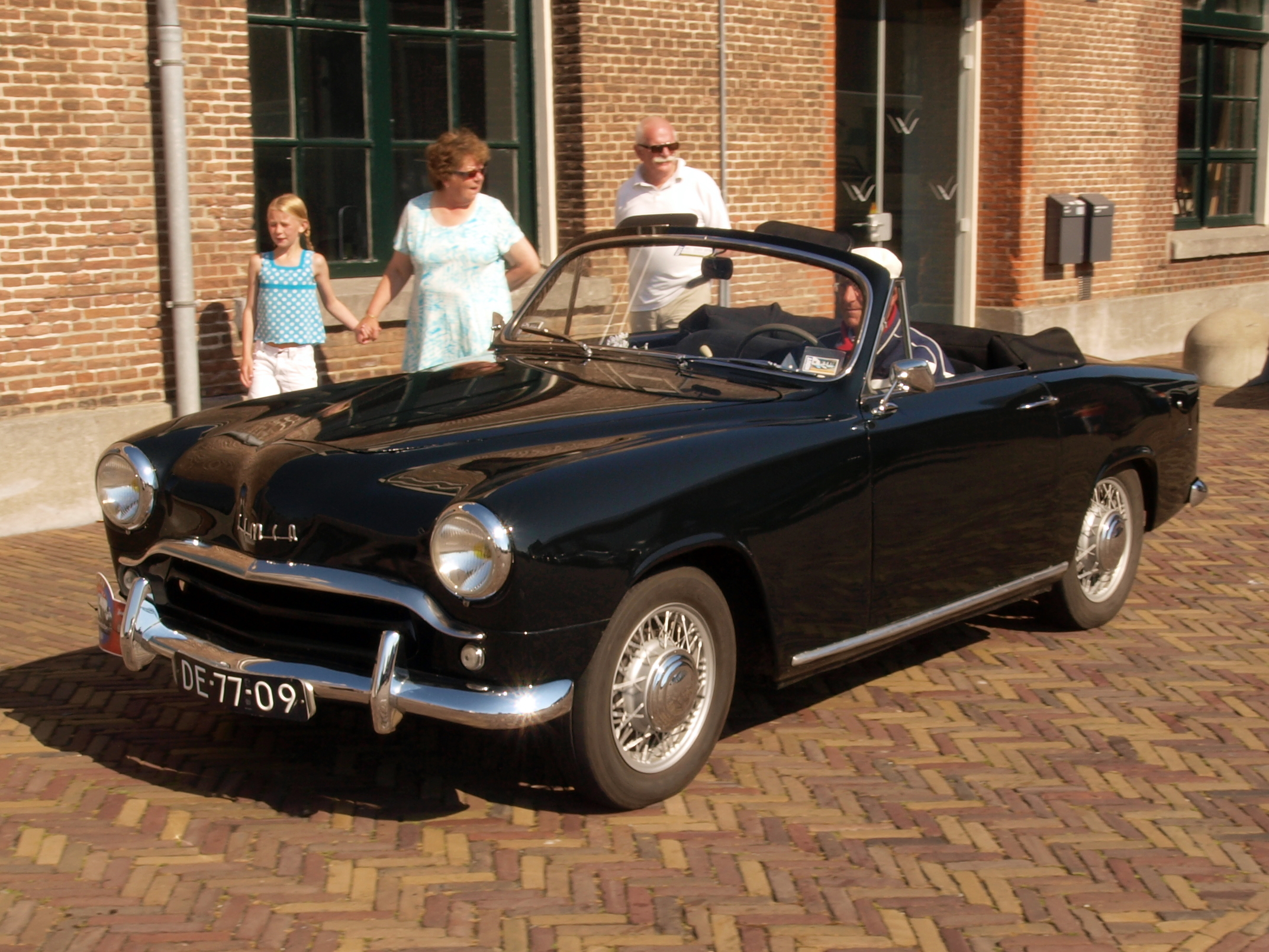
Simca Weekend

Восени 1955 року модель Aronde отримала новий мотор, об'ємом 1.3 л, який розвивав 48 к.с., або 45 к.с. на вантажних версіях автомобіля, машини цього покоління мали заводський код 90А, і наступні комплектації: Berline — базова модель седан, Elysee — седан, Elysee Matignon — двоколірна версія попереднього варіанту, De Luxe — топова версія седана, Grand Large — хардтоп, який мав одне цільне заднє скло замість того, що складалося з 3 частин; Rue De La Paix — топова версія хардтопу, відрізнялася 2-кольоровим забарвленням, хромом, ковпаками під спицьовані диски і вбудованими в кермо годинниками; Chatelaine — 3-дверний універсал, Commerciale — фургон на його базі, Intendante — тентований фургончик, Messagere — пікап. Крім цього новий мотор отримує і Coupe de Ville, але у цієї моделі потужність була доведена до 57 к.с., також на її базі з'являється модель Weekend — відкрита версія, яку також виготовляв Facel-Metallon, що нарешті зміг запропонувати міцний кузов. Така машина була у Бірджит Бордо.
У 1955 році фірма виходить на американський ринок, а роком раніше машини стали продаватися і в Англії. Наприкінці 1956 року у моделі Vedette з'являється версія універсал — Marly, яка опційно знаходилася на рівні седана Versailies, тобто мала таку ж схему розмальовки. На той момент Simca була єдиним французьким виробником, що пропонував своїм клієнтам автомобілі з V8 під капотом, крім цього ці машини пропонувалися з цього року автоматичним зчепленням Gravina. У 1956 році під контроль Simca переходить швейцарський виробник вантажних автомобілів Saurer AG.

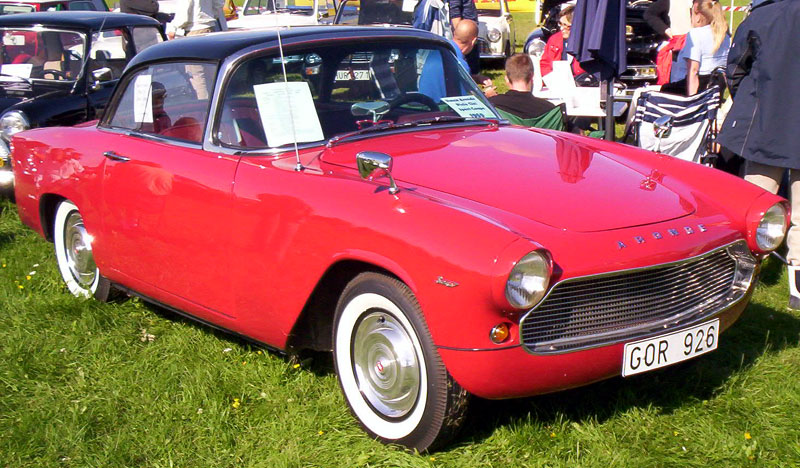
Simca Plein Ciel Coupe

У жовтні 1957 року моделі Coupe de Ville і Week-End змінюються спадкоємцями Plein Ciel і Océane, кузови для яких тепер будував Chapron, оскільки Facel-Metallon перемикається на виробництво власних автомобілів марки Facel Vega, які стали ще одними французькими автомобілями з V8 під капотом. Кузови Анрі Шапрона виглядали куди легше і стрімкіше куцих кузовів від Facel.

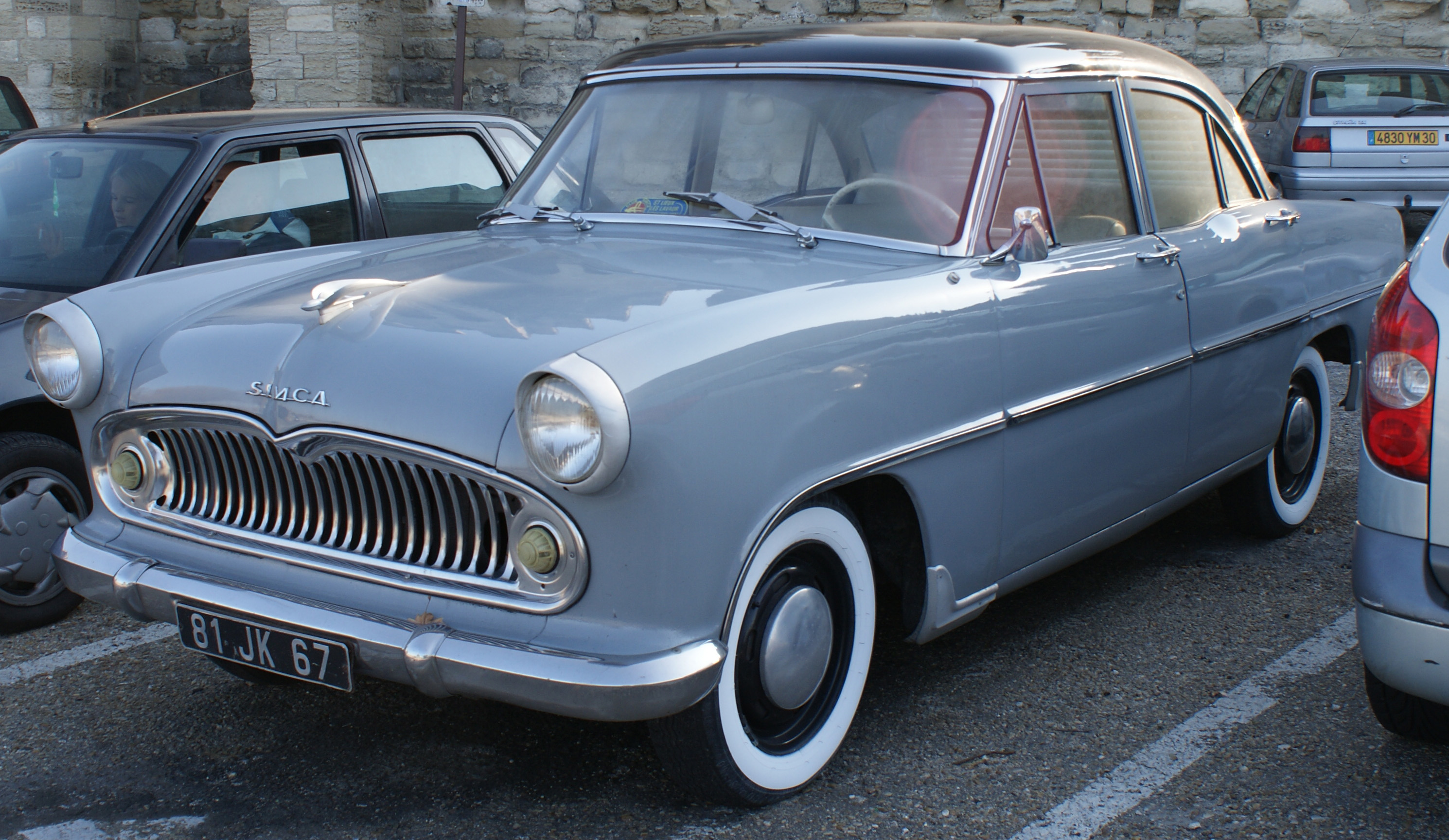
Simca Ariane 4

Ще наприкінці 1956 року вибухнула Суецька криза, в Європі відчули нестачу бензину, ненажерливі машини стали тепер непотрібними, Пігоцці дуже швидко зреагував на цю проблему, він вирішив залишити модель Vedette з V8 у виробництві, але побудувати на її базі більш економічну машину, і така з'явилася в квітні 1957 року — Ariane. Це був Vedette з 1.3 л двигуном від Aronde, машина призначалася для тих, хто хотів мати машину з американським дизайном, але при цьому економічні, а не динамічні властивості, стояли на порядку денному, а в жовтні з'являється і версія з V8, яка отримує назву Ariane 8. Ця модель була клоном Vedette Trianon, яку припинили випускати під цією назвою.

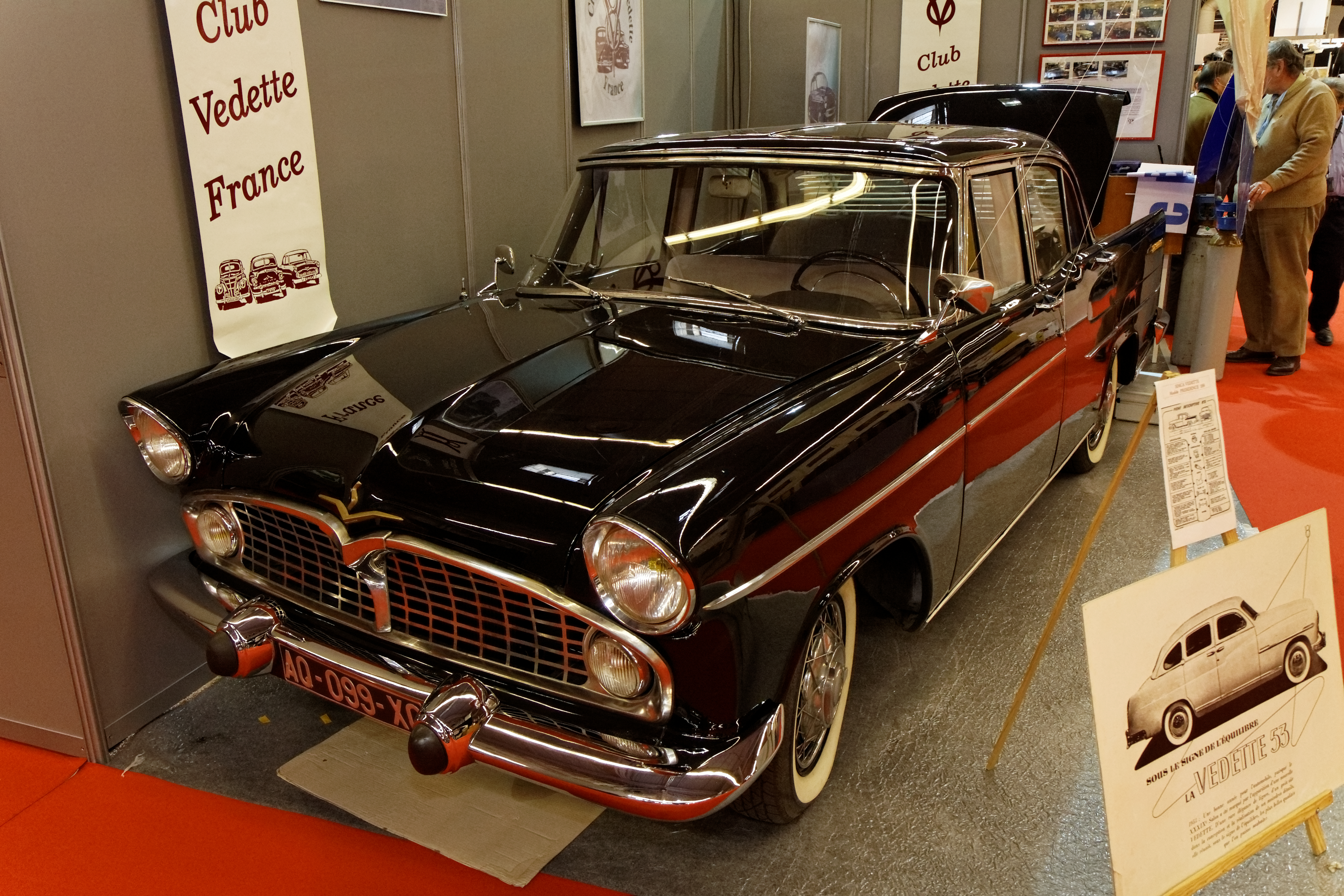
Simca Vedette Présidence

Vedette Trianon припинили випускати, бо модель Vedette оновили, знову з оглядкою на США машина отримала новомодні кили задніх крил, трохи змінилася форма даху і задньої стійки. Оновлена модель отримала версії Beaulieu, Chambord і Présidence. Перша модель була опціонально аналогом версії Versailies, Chambord була аналогом Regence, а остання версія Présidence стала топовою, вона забарвлювалася виключно в чорний колір, мала ковпаки під спиці, вбудований радіотелефон (вперше в Європі) і запасне колесо, винесене на багажну кришку, Пігоцці хотів бачити клієнтами цієї машини державних чиновників. Універсал Marly зберіг свою назву, але також отримав оновлену задню частину кузова.
У 1958 році Chrysler Corporation of America викуповує 15% фірми Simca, в ході угод Chrysler отримує право випускати модель Aronde на своєму австралійському підприємстві, що знаходиться в Аделаїді, під власною маркою.

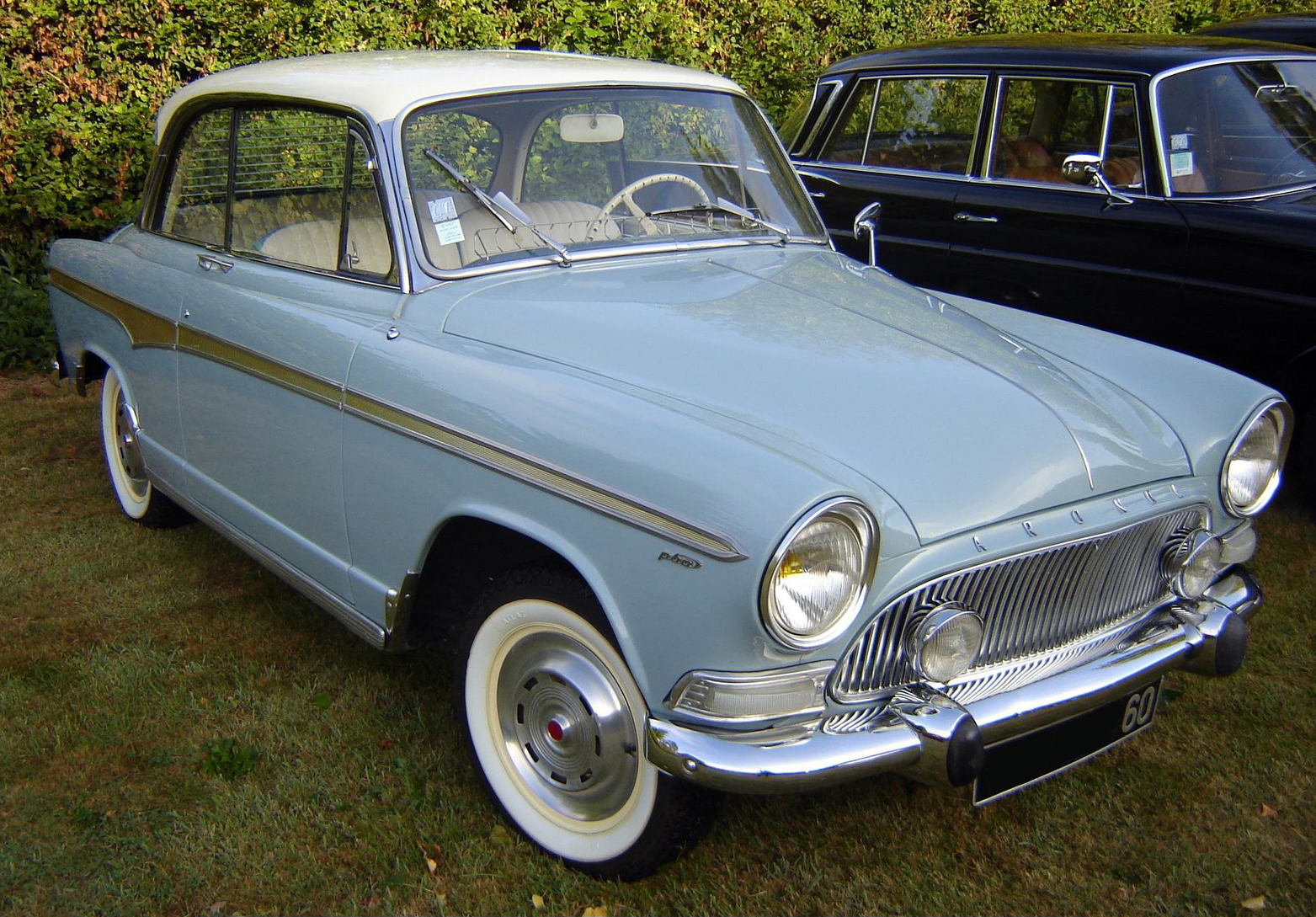
Simca Aronde P60 Monaco

А сама Simca в грудні 1958 року викуповує Talbot-Lago, яка випускала автомобілі в Сюренах. У вересні 1958 року з'являється нове покоління Aronde Р60 (P — від Погоцці, а цифра 60 означала 1960 рік), технічно машина залишилася колишньою, але несучий кузов був виготовлений заново в стилі моделей Plein Ciel і Océane, які перестали бути самостійними, а стали називатися Aronde Plein Ciel і Aronde Océane. Крім них були: Elysee — базовий седан, Montlhery — седан з 1.3 л мотором, форсованим до 57 к.с. мотором, Grand Large — хардтоп, Monaco — топовий хардтоп, офарблювався в 2 тони, Artisanale — фургон, і Messagere — пікап.
У 1959 році Aronde Plein Ciel і Aronde Océane отримують більш потужний 60-сильний мотор, а на кінці назви моделей з'являється літера S. Vedette як опцію отримують коробку автомат Rush-Matic, яку можна було використовувати або повністю в автоматичному режимі, або самому перемикати передачі. Ariane отримують дві більш дорогі версії: Super Comfort і Super Luxe.
У 1959 році Simca показує на автосалоні в Женеві прототип Fulgur, підвіска була гіроскопічною, задні приводні колеса приводилися в рух електромоторами, вбудованими в них, а на швидкості більше 150 км/год машина спиралася лише на два задніх колеса. Робер Опрон бачив автомобілі 2000-х такими, але автотехніка до такого рівня не розвинулася. Опрон після Simca перейде на Citroen, де створить футуристичне серійне купе — SM.
Також в 1959 році, в березні, з'явилися перші Simca, зібрані в Бразилії. Ще в травні 1958 року в Сан-Бернарду-ду-Кампу була заснована фірма Simca do Brasil за сприяння президента Бразилії Жуселіну Кубічек ді Олівейра, який мав чеське походження. Кубічек взявся за індустріалізацію Бразилії, і як міг привертав іноземні фірми для співпраці. Першою серійною машиною стала модель Chambord — копія французького Vedette, зібрана з французьких комплектуючих. Але при всьому бажанні збирати машини у нащадків індіанців і ідальго не було досвіду, довелося в Бразилію відправити головного інженера головної фірми — Жан Жак Пастера, який і поставив підприємство на ноги, заодно знайшовши майже 1000 місцевих постачальників деталей для автомобілів місцевого складання.

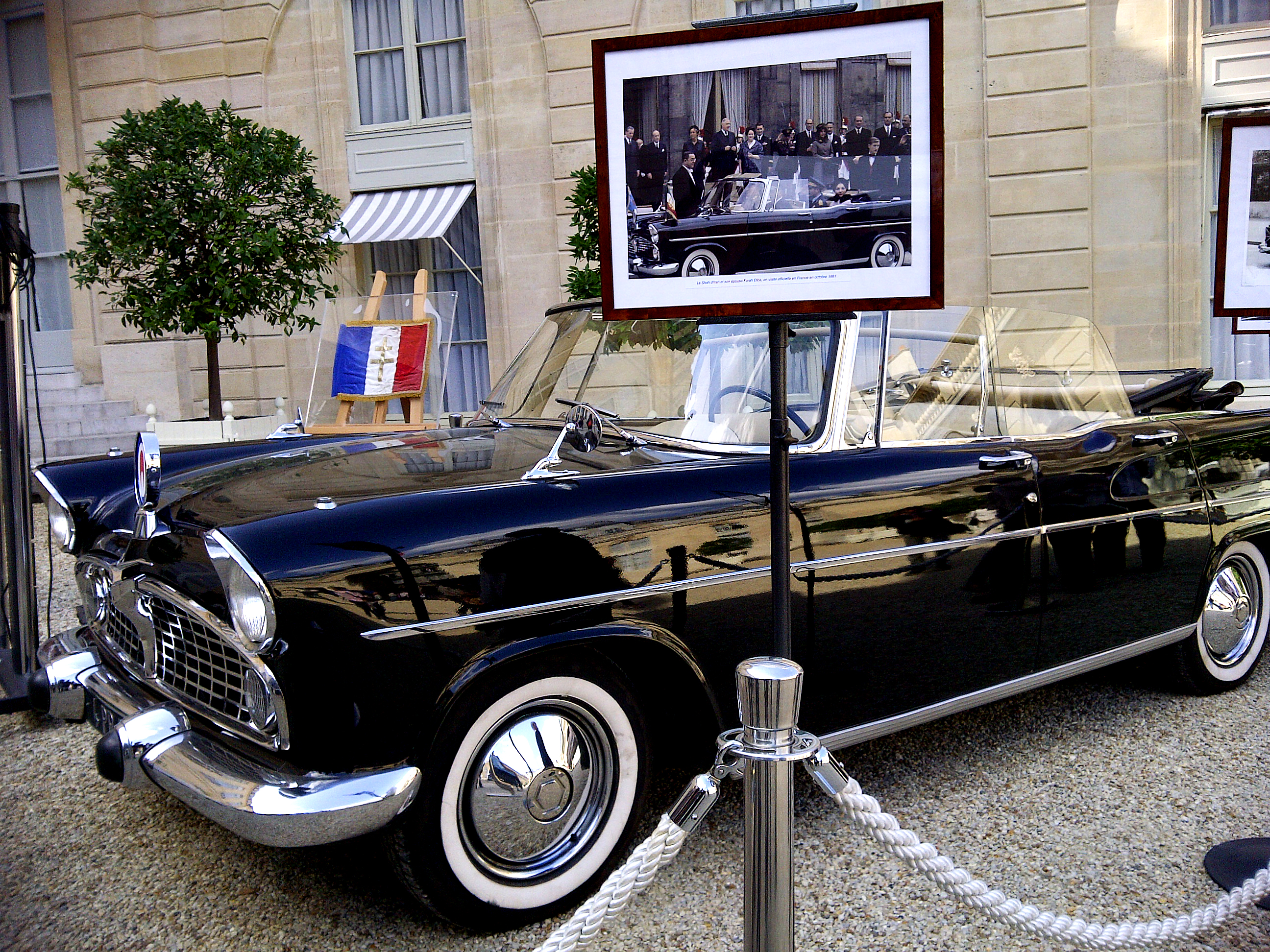
Simca Vedette Présidence Convertible Chapron

У Франції в цей час починається виробництво дводверних відкритих версій Vedette Présidence, кузови яких поставляв Chapron, а машини поставлялися у французькі азійські і північноафриканські колонії для вищих чиновників, а через рік президент Франції — Шарль де Голль пересідає на 4-дверний фаетон, також побудований Анрі Шапроном. Ця машина тринадцять років буде служити парадною машиною французьких президентів, поки її не змінив фаетон на базі Citroen SM.
На фаетоні катали Хрущова, Аденауера і Кеннеді, для якого поїздки на відкритих фаетонах стали фатальними. Мрія Пігоцці здійснилася — на його дітище їздили не те що міністри і губернатори африканських країн, але й сам глава Франції.

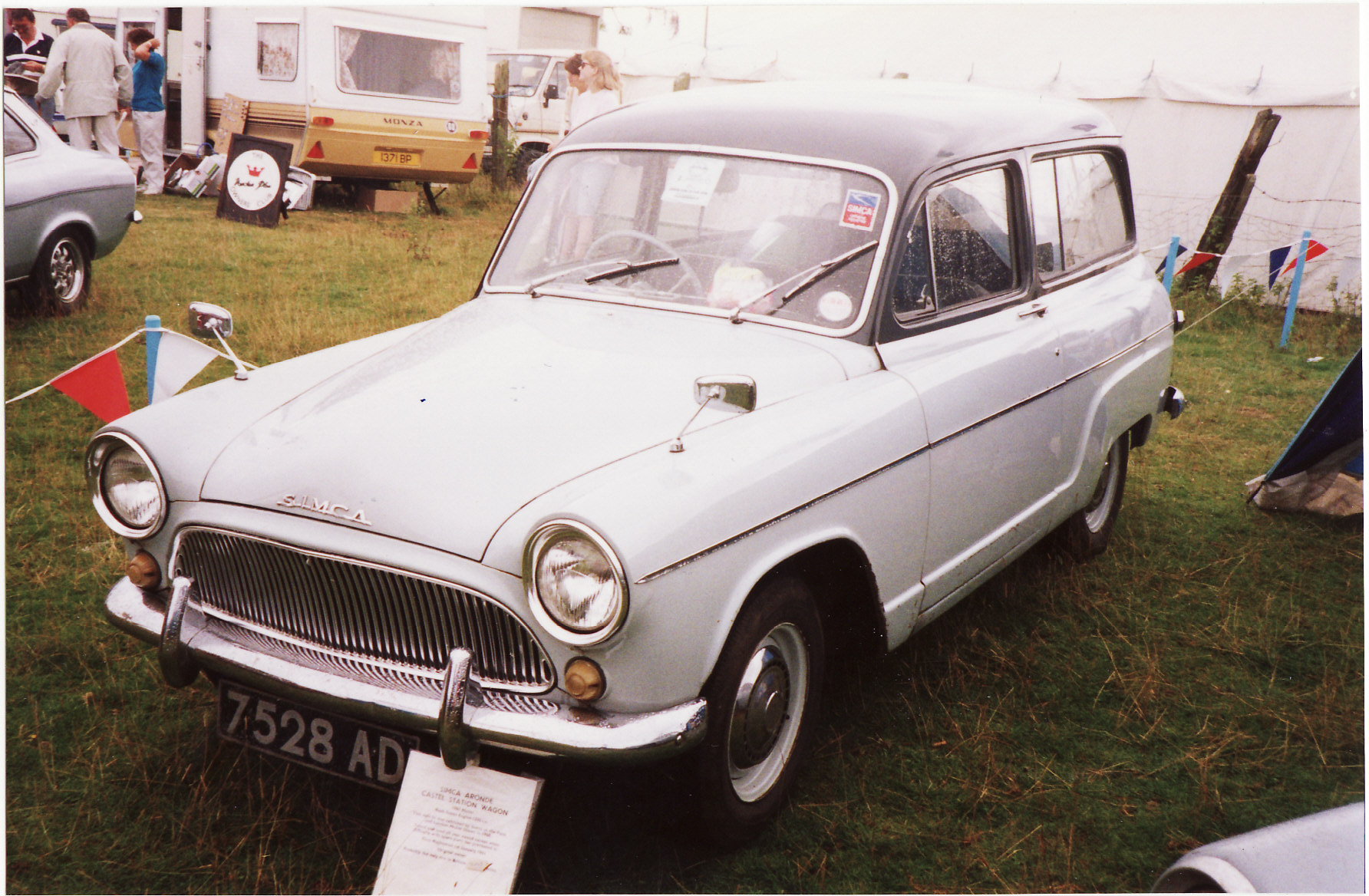
Simca Aronde P60 Ranch

У 1960 році Aronde отримує нові версії, по-перше, з'являється більш доступна версія — Etoile 6, яку оснастили 1.1 л 42-сильним мотором, по-друге, 1.3 л двигун отримує 62-сильну версію, яку назвали Rush, ним оснастили версії Montlhéry, Monaco і Ranch. Перші дві представляли собою седан і хардтоп-купе, а ось Ranch була новою моделлю — дорогою версією універсала. В 1960 році був випущений мільйонний автомобіль цієї моделі.
Навесні 1960 року цей же 62-сильний мотор отримує і Ariane 4, машину цієї моделі відправили на трасу Мірамас, що на півдні Франції, там протягом 1920 годин було намотано 200 000 км без поломок, на честь рекорду цю версію назвали Ariane Miramas. У 1960 була здійснена спроба оживити бренд Talbot, який був викуплений більше року тому, спроектувати прототип Simca-Talbot Special було доручено синові головного дизайнера фірми Chrysler — Вірджила Екснера, якого звали Вірджил. Склопластиковий кузов, побудований фірмою Dual-Ghia, оснастили 1.3 л двигуном Simca, проте проект не отримав продовження.
У серпні 1960 року в Бразилії починається випуск ще однієї моделі — Presidence, яка стає урядовою машиною цієї латиноамериканської країни, а у Франції припиняється виробництво версії Beaulieu для моделі Vedette.

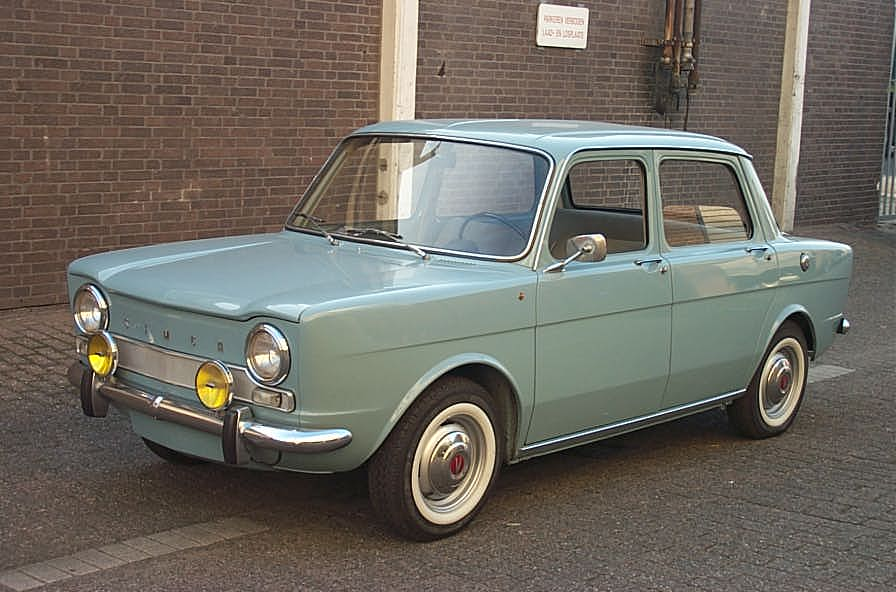
Simca 1000

У 1961 році виробництво 8-циліндрових автомобілів припиняється у Франції, а в Бразилії тільки їх і виробляли, при цьому потужність підняли до 90 к.с. У липні 1961 року із заводу в Пуассі починають сходити перші автомобілі нової моделі — Simca 1000, дебют якої відбувся тільки в жовтні 1961 року. Під капотом автомобіля, чий дизайн мав коробчату форму, розташовувався новий 944-кубовий 39-сильний мотор, який по моді того часу розташовувався ззаду, наприкінці 50-початку 60-х був бум на задньомоторні моделі. Мабуть, спіраль історії зробила черговий виток, повернувшись до своїх витоків, коли мотор на візках встановлювали ззаду. Новий автомобіль відразу завоював популярність, причому не тільки у Франції, але і взагалі в Європі, а також в Північній Африці, де ця машина стала широко використовуватися в таксопарках.
Aronde у версіях Montlhéry і Monaco отримує в жовтні 1961 року новий 1.3 л мотор Super Rush, потужність якого була 70 к.с., ці машини отримують приставку Spéciale, крім цих моделей такий же мотор отримують купе і кабріолет. Модель Ariane отримує новий салон, серед родзинок якого, — складане кермо, машини тепер продавалися як Simca Miramas, і до цього часу старий завод в Нантеррі був уже проданий компанії Citroën. У Бразилії з'являється ще одна модель — Tufão, яка стала проміжною між Chambord і Presidence.

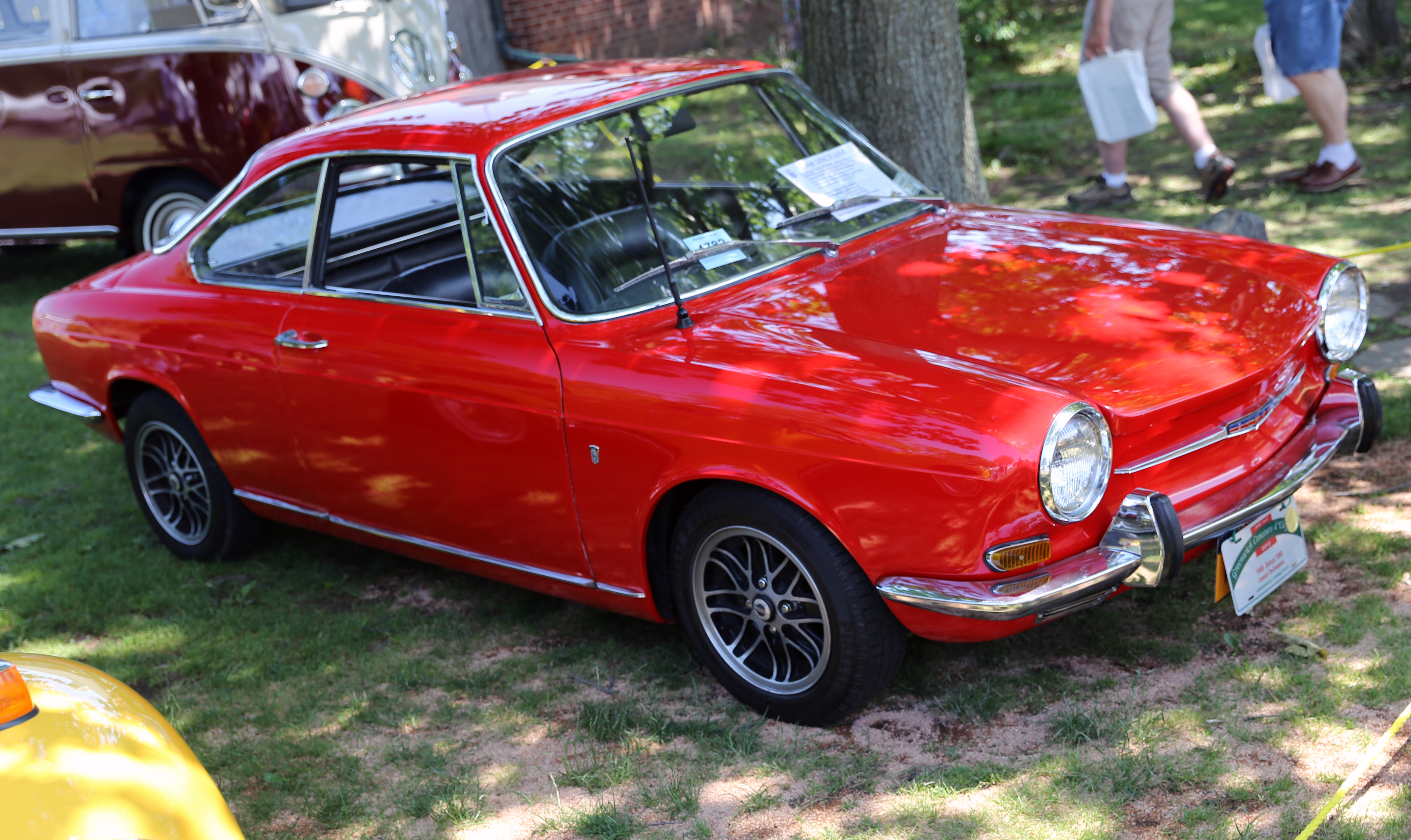
Simca 1000 Coupe Bertone

У грудні 1961 року спільно з фірмою Bertone укладається договір про будівництво версії купе на базі моделі 1000, яка повинна була прийти на зміну Aronde P60 Plein Ciel. Нуччіо Бертоне за умовами контракту повинен був протягом 48 годин створити ескіз нової машини, проте бос передоручив це завдання своєму молодому співробітнику, якого звали Джорджетто Джуджаро. Він блискуче справляється з поставленим завданням, і вже навесні 1962 року на виставці в Женеві на стенді фірми Simca знаходиться автомобіль з кузовом купе — Simca 1000 Coupe Bertone. Потужність купе була доведена до 45 к.с., завдяки чому максимальна швидкість зросла до 140 км/год, проти 130 км/год у седана, проте така мінімальна різниця в максимальній швидкості не могла компенсувати подвійну різницю в ціні. Однак, не дивлячись на затримку із запуском в серію нової машина через її омологації, старі Plein Ciel і Oceane знімаються з виробництва ще в 1962 році. До Бертоне старий Пігоцці звертався до фірми Facel, яка до виробництва автомобілів спеціалізувалася на кузовах, але інженери фірми сказали, що не можливо створити такий кузов, який бажали бачити в Simca, після чого і звернулися до фірми Bertone, яка і стала поставляти поїздом готові кузови з Турину.

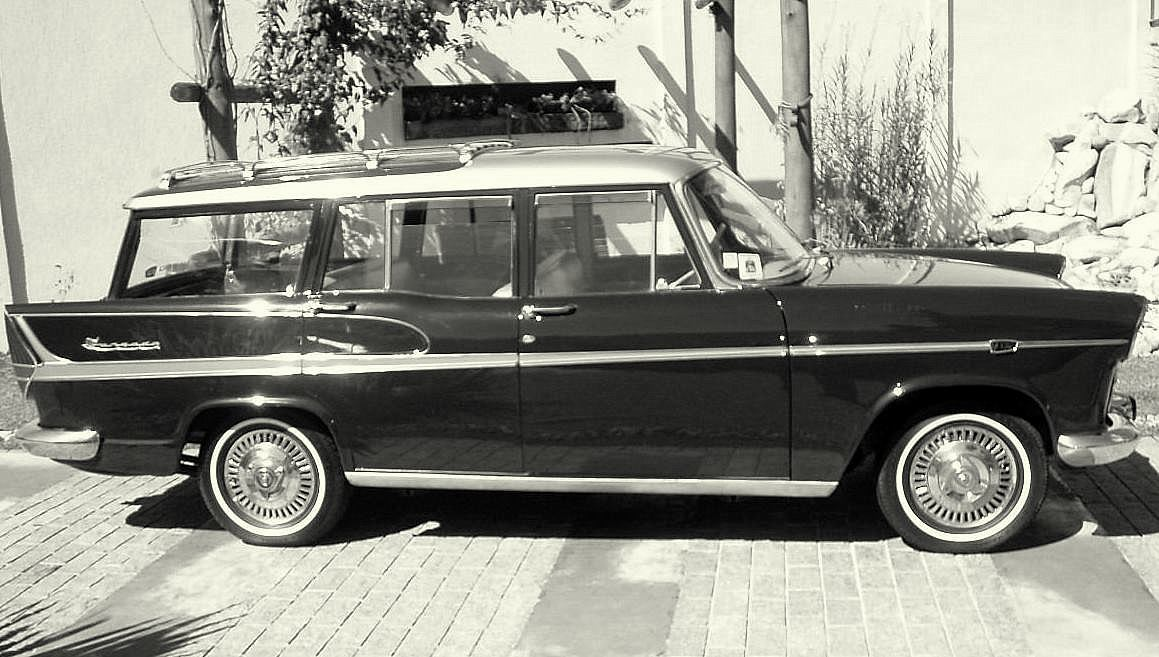
Simca Jangada V8

Тим часом в Бразилії з'являються нові моделі, які все так само були побудовані на базі Vedette, це був седан Rallye з 112-сильним мотором, зовні відрізнявся деякими елементами декору, в першу чергу капотом, в грудні місяці починається і виробництво універсала, який в Європі називався Vedette Marly, а в Бразилії ця машина називалася Jangada.

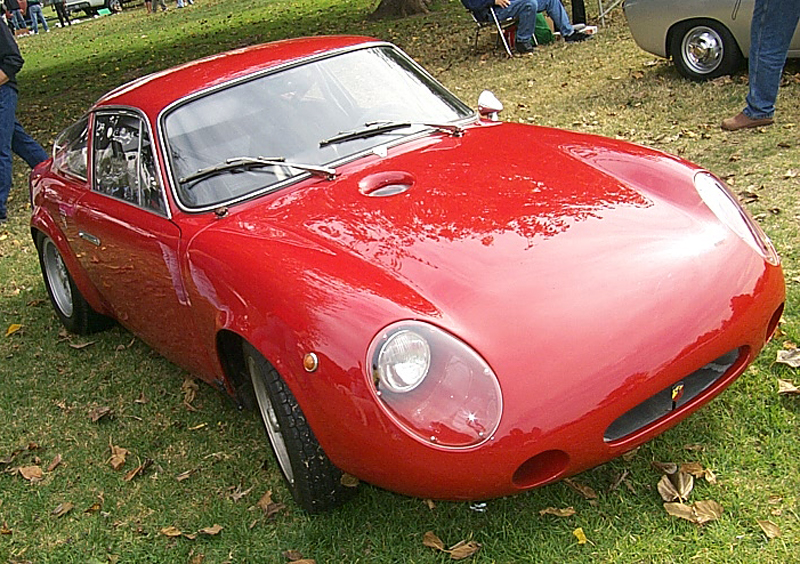
Simca-Abarth 1300GT Bialbero

У 1962 році був готовий і перший плід співпраці Пігоцці і Карло Абарта, які були давніми знайомими. Ще в 1961 році було підписано угоду, що французька фірма буде поставляти вузли від нового Simca 1000 фірмі Abarth, яка будуватиме купе Simca-Abarth 1300 GT. Підвіска, рульове та інша ходова частина використовувалася від моделі 1000, а двигун, об'ємом 1.3 л і потужністю 125 к.с., був підготовлений Маріо Колуччі, інженером італійської фірми, кузов був зроблений за мотивами Fiat Abarth Balbiero. Легка машина з алюмінієвим кузовом розвивала 220 км/год, а щоб ефективно гасити таку швидкість, на машині встановили дискові гальма на всіх колесах. Влітку того ж року машина дебютувала на спортивних трасах, випробувальним полігоном став 24-годинний марафон у Ле-Мані. На цих змаганнях була купа машин, підготовлених фірмою Abarth, в тому числі і на базі Porsche 356B (Барт і Херрманн перемогли в класі GT 1301–1600 cc), а ось на Simca-Abarth 1300 Клод Дюбуа і Джордж Харріс виграли в класі Experimental 1151–1300 cc, прийшовши до фінішу 14 в загальному заліку, але от інші машини з логотипом Abarth зійшли з траси через поломки двигуна, останнім зійшов Роджер Мейсон на Fiat Abarth 700 TC, а до нього зійшло 10 екіпажів.
Після Ле-Мана пішли перемоги автомобіля на Трофі д'Овернь, Люсьєн Б'янкі здобув перемогу в класі EXP 1.3 на Франкошамп, у жовтні знову була перемога в класі до 1.3 л, цього разу на марафоні Парід-Монтлері, тоді ж була здобута перемога в Італії на трасі в Валлелунга.

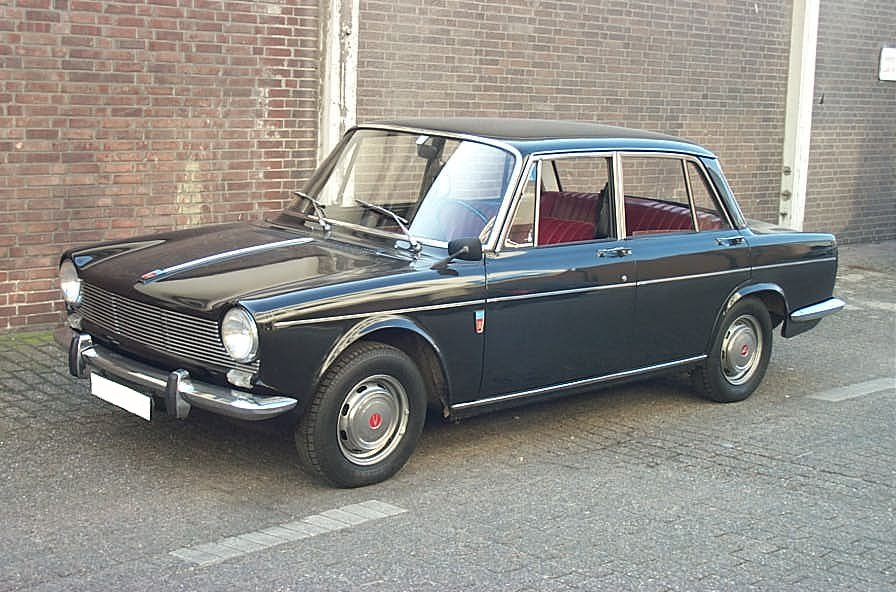
Simca 1500

У 1963 році відбувається низка подій, по-перше, в травні у Франції припиняється виробництво моделей Aronde, але машину ще рік будуть збирати в Австралії на заводах фірми Chrysler, причому на Зеленому континенті будуть випускати і 5-дверну версію універсала. Через тиждень після цього хворого Пігоцці на посту президента змінює Жорж Ер'єль. З'являється нове покоління седанів — 1300/1500 (1300 з'явилася в березні, а 1500 — в жовтні), яке змінює модель Ariane/Miramas, в розробці нової машини брали участь Маріо Ревеллі і Рудольф Грушка. Автомобіль мав сучасний кузов з великою зоною скління, мотори, виходячи з назв, мали об'єм або 1.3 л (62 к.с.) або 1.5 л (81 к.с.). 4-ступенева коробка передач мала різне розташування важеля КПП, на континентальних версіях важіль перебував на рульовій колонці, а на британських — на підлозі, на відміну від попередньої цієї моделі, яка мала численні варіанти, нова машина задовольнялася лише двома: Standard і GL.
Модель 1000 обзаводиться молодшою сестрою — 900, яка мала той же кузов і мотор, об'ємом 844 кубиків, ця модель стала найдешевшою у виробничій програмі. А в сонячній Бразилії в цей час з'являється чергова версія V8 моделі — Alvorada, названа на честь президентського палацу, тільки президентський палац не був настільки ж аскетичний, як зсередини, так і зовні. Alvorada не мала рясного хромованого декору, всередині салон був максимально спрощений, кузов забарвлювався всього в два тони — сірий і світло жовтий, все робилося під блага народу, якому було не по кишені мати дорогі версії седана, але якому дуже хотілося чути булькотіння вісімки, яка з'явилася ще в 1936 році, але з машиною прорахувалися, за рік зібрали всього 378 таких машин.
Тим часом автомобілі, що будувалися фірмою Карло Абарта, продовжували здобувати перемоги на спортивним трасах, причому цього разу за океаном, легка і потужна машина отримує перемогу в Себрингу і Дайтоні, де Жан Гіше і П'єр Нобле змусили дихати вихлопними газами свого малятка американських гонщиків, що намагалися їх наздогнати на багатолітрових американських «дредноутах». У тому ж році було вирішено брати участь на вдалій машині і в більших класах, спочатку був побудований 1.6 л двовальний мотор, потужністю 155 к.с., з яким машина розганялась до 240 км/год, але в цьому сезоні в чемпіонаті світу клас 1.6 л машин був скасований, тому підготували 2-літровий автомобіль з трохи довшим передком, що в базовій версії розвивав 177 к.с., а в спортивній (2000 Corsa) — і всі 204 к.с., але обидві версії упиралися в позначку в 250 км/год.

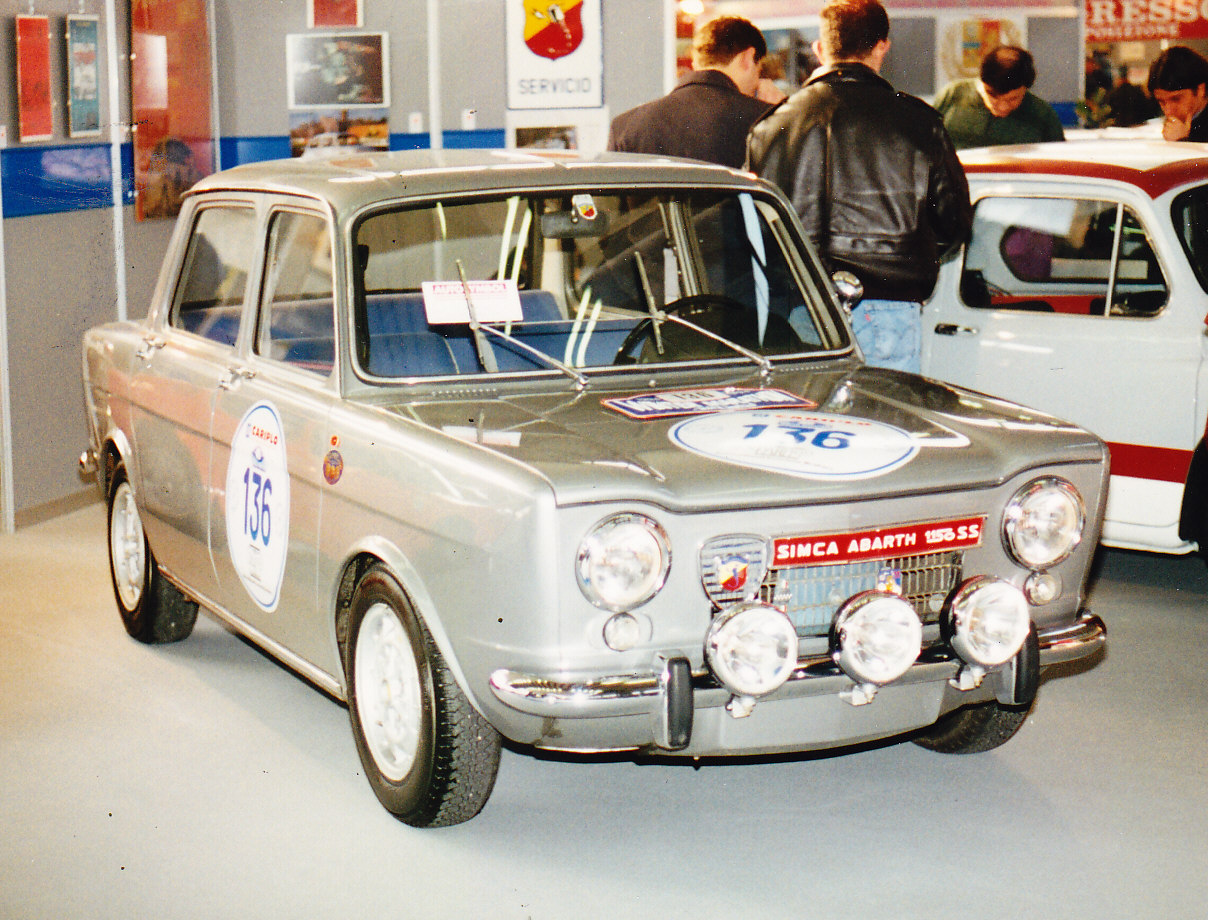
Simca-Abarth 1150 SS міг розігнатися до 160 км/год

Крім цього, Абарт підготував спортивні версії для самої моделі 1000, це були седани, які називалися Simca-Abarth 1150, з 1130-кубовим мотором, потужністю в 55 к.с., були ще версії з цим же мотором — 1150 S (58 к.с.), 1150 SS (65 к.с.) і 1150 Tipo Corsa (85 к.с.), однак Погоцці, який хоч і не керував юридично компанією, але приймав фактично рішення, відмовився продавати ці машини у Франції через ненадійність італійських агрегатів, вважаючи, що передчасний вихід з ладу зашкодить іміджу фірми. Тому Карло Абарт став збувати ці машини через свою мережу дилерів у Німеччині та Італії.
У 1964 році Simca-Abarth 1300GT Bialbero підкорився Нюрбургринг, вірніше 1000 км заїзд, що проходив там, а трохи пізніше — і Гран-прі Парижа. Цього року модель 1500 обзаводиться версією універсал, який в версії Familial матиме додаткових два дитячих місця в багажнику. У Бразилії припиняється виробництво моделі Alvorada, а замість неї випускають ще більш дешеву — Profissional, машина була позбавлена взагалі будь-якого хрому, бампери були взагалі пофарбовані в сірий колір, салон був зроблений з дешевшого пластику, а панелі дверей були прикріплені саморізами прямо через обшивку.

## Simca у складі компанії Chrysler

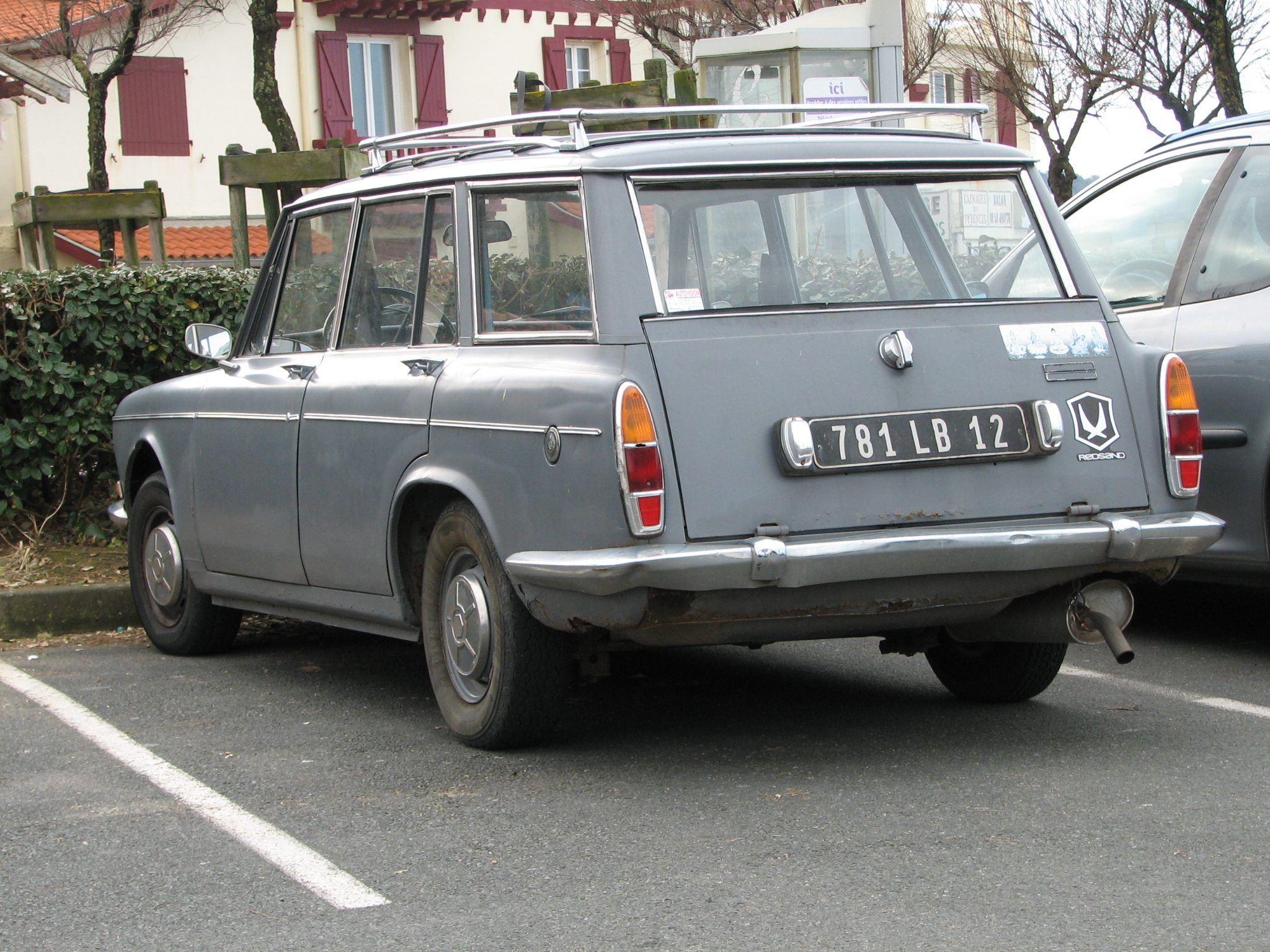
Simca 1500 Break GL

У листопаді 1964 року помирає батько-засновник фірми — Пігоцці, після чого Жорж Ер'єль відразу продає контрольний пакет акцій фірмі Chrysler Corporation, яка тепер володіла 63% акцій. Ер'єль стає, вірніше залишається, генеральним директором фірми, яка за його запевненням хоч і контролювалася американцями, але залишалася французькою. У 1965 році, після смерті Пігоцці і приходу до влади американців, припиняється співпраця з Карло Абартом, який встиг виробити близько 100 купе з різними двигунами і близько 1000 седанів різних модифікацій. Модель 1300 слідом за 1500 отримує кузов універсал, 1500 отримує версію GLA з автоматичною коробкою передач Borg Warner, крім GLA були ще версії L, LS, GL і GLS. В ряду задньомоторних машин зникає найдешевша модель — 900. У 1965 році запускається в дію і новий завод в Ля Рошель, оскільки завод в Пуассі не справлявся з виробництвом автомобілів.

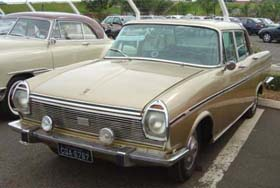
Simca Esplanada 6M

У 1966 році в Бразилії з'являється модель Emi-Sul, об'єм двигуна був збільшений до 2.5 л, а потужність довели до 140 к.с., максимальна швидкість виросла з 150 км/год до 170 км/год, що зробило її популярною серед бразильської поліції, проте вже в листопаді того ж року виробництво автомобілів, які були зовнішніми копіями Vedette, припиняється, оскільки на зміну їм з'являється нове покоління автомобілів зі значно зміненим кузовом, хоча пасажирська зона залишилася незмінною. Esplanada мала той же 2.5 л 140-сильний мотор і два варіанти обробки — 3М і 6М, дорожча відрізнялася наявністю вінілової обробки даху.

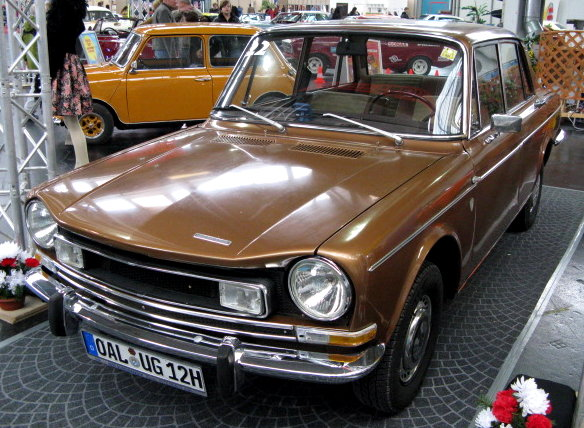
Simca 1301

У Європі оновлення стосувалися серії 1300/1500. Машини технічно залишилися колишніми, але у седанів подовжили і передок, і задню частину, у універсалів задня частина залишилася незмінною, а передок став таким же, як і у седанів. Оновлені машини отримали індекс 1301/1501, крім зовнішності змінився і салон автомобіля. Модель 1000 обзаводиться 3-ступінчастою напівавтоматичного коробкою передач Ferodo і версією фургон (Van).

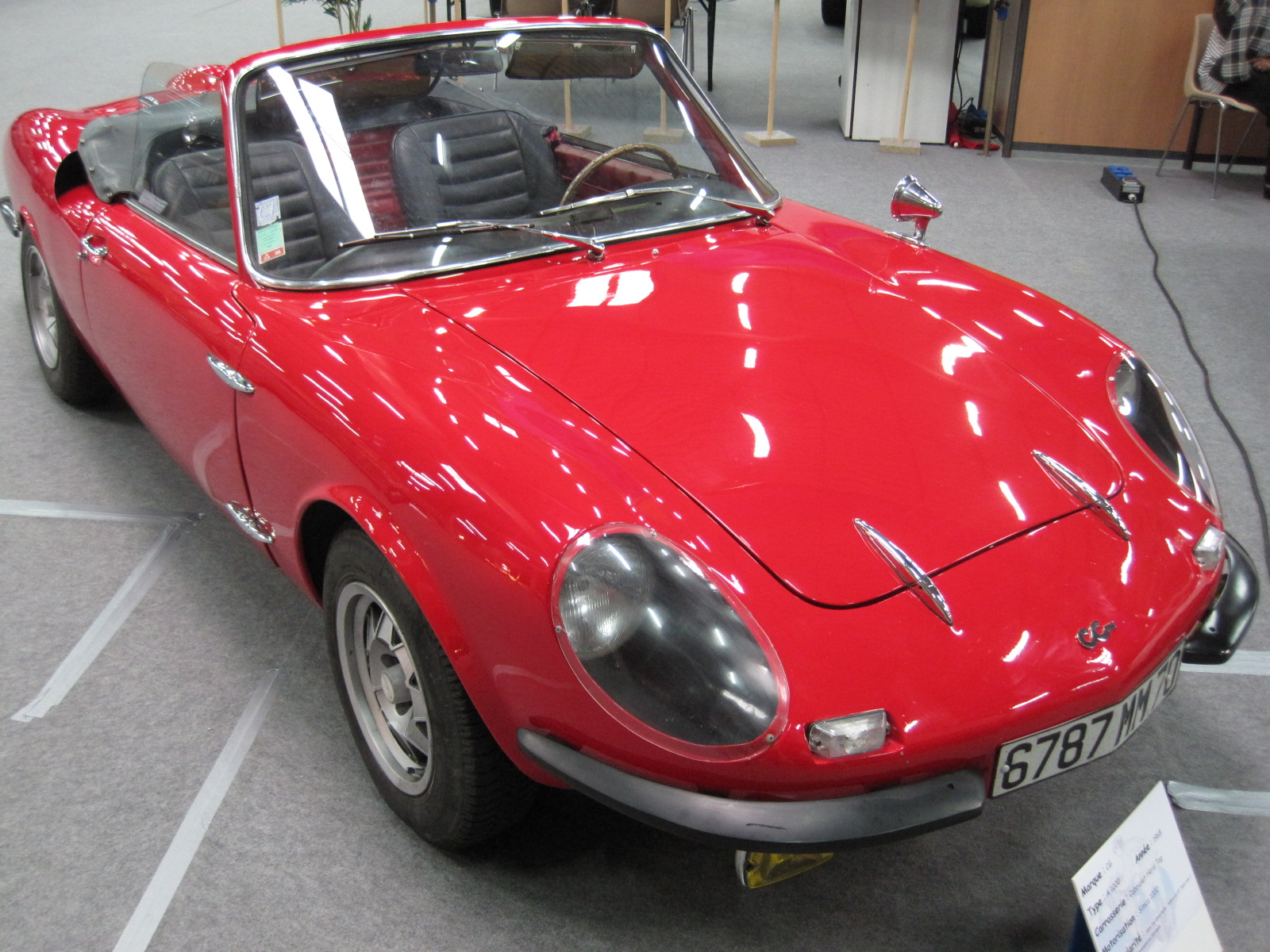
CG Type A 1000 Spider

У 1966 році Simca бере під свій контроль фірму Chappe et Gessalin Automobiles (CG), яка до цього займалася виробництвом кузовів, зокрема і для Alpine, яка будувала свої автомобілі на вузлах конкурента Simca — фірми Renault. Мета — скласти конкуренцію концерну Renault, який мав спортивне дочірнє підприємство — Alpine. А фірма CG починає будувати гоночні автомобілі зі склопластиковим кузовом на вузлах моделі 1000 Coupe. Машини продавалися як CG Type A 1000 через дилерську мережу Simca, причому машини могли комплектуватися як відкритим, так і закритим кузовом.

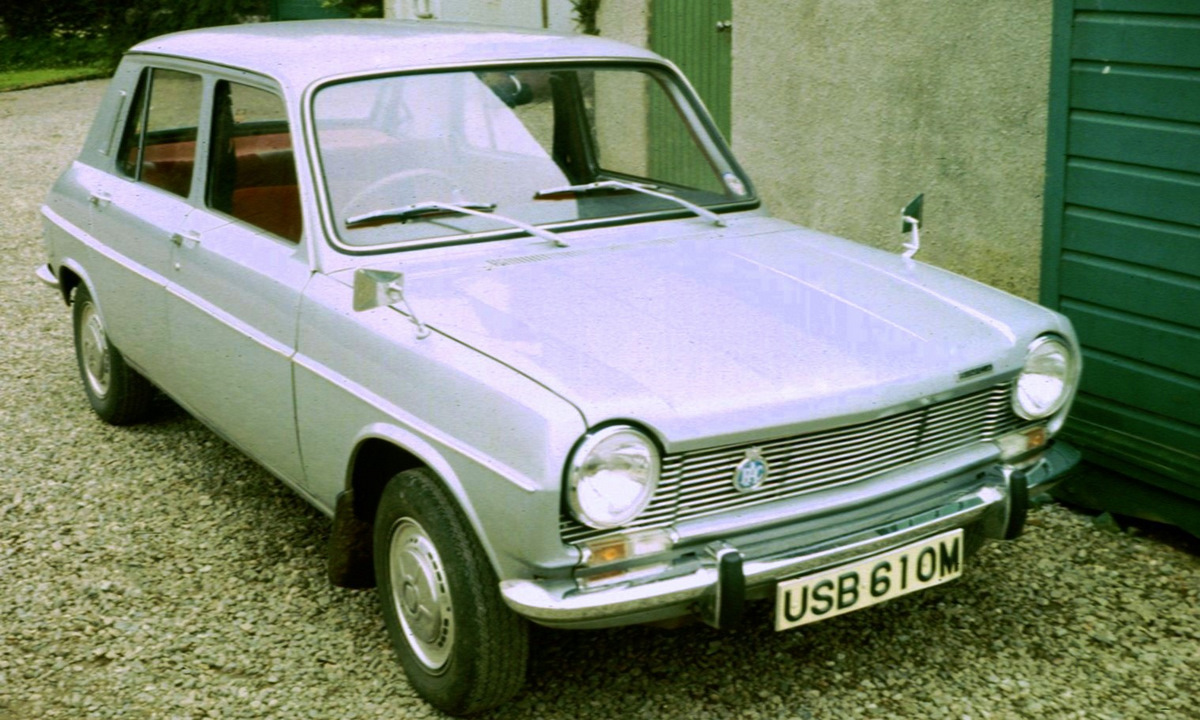
Simca 1100 GLS

У серпні 1967 року Chrysler купує додаткові акції, тепер уже 77% підприємства належало американцям, належав їм тепер і бразильський філіал фірми, а випущені там машини тепер продавалися з табличкою «fabricado pela Chrysler» — «зроблено Крайслером». Восени в Парижі було представлено і дві нові моделі. Перша — 1100, передньопривідний малолітражний автомобіль з 1.1 л 53/56 к.с. двигуном (LS — 53 к.с., GL/GLS — 56 к.с.), робота над яким почалася ще в 1962 році. Нова машина повинна була зайняти місце між моделлю 1000 і 1300, при цьому Simca стає єдиним виробником автомобілів, який у своєму арсеналі мав задньомоторний задньопривідний автомобіль, автомобіль класичного компонування (мотор спереду — привід задній) і передньомоторну передньоприводну модель. Модель 1100 відразу ж стали пропонувати в трьох варіантах кузова — 3- і 5-дверний хетчбек і 5-дверний універсал.

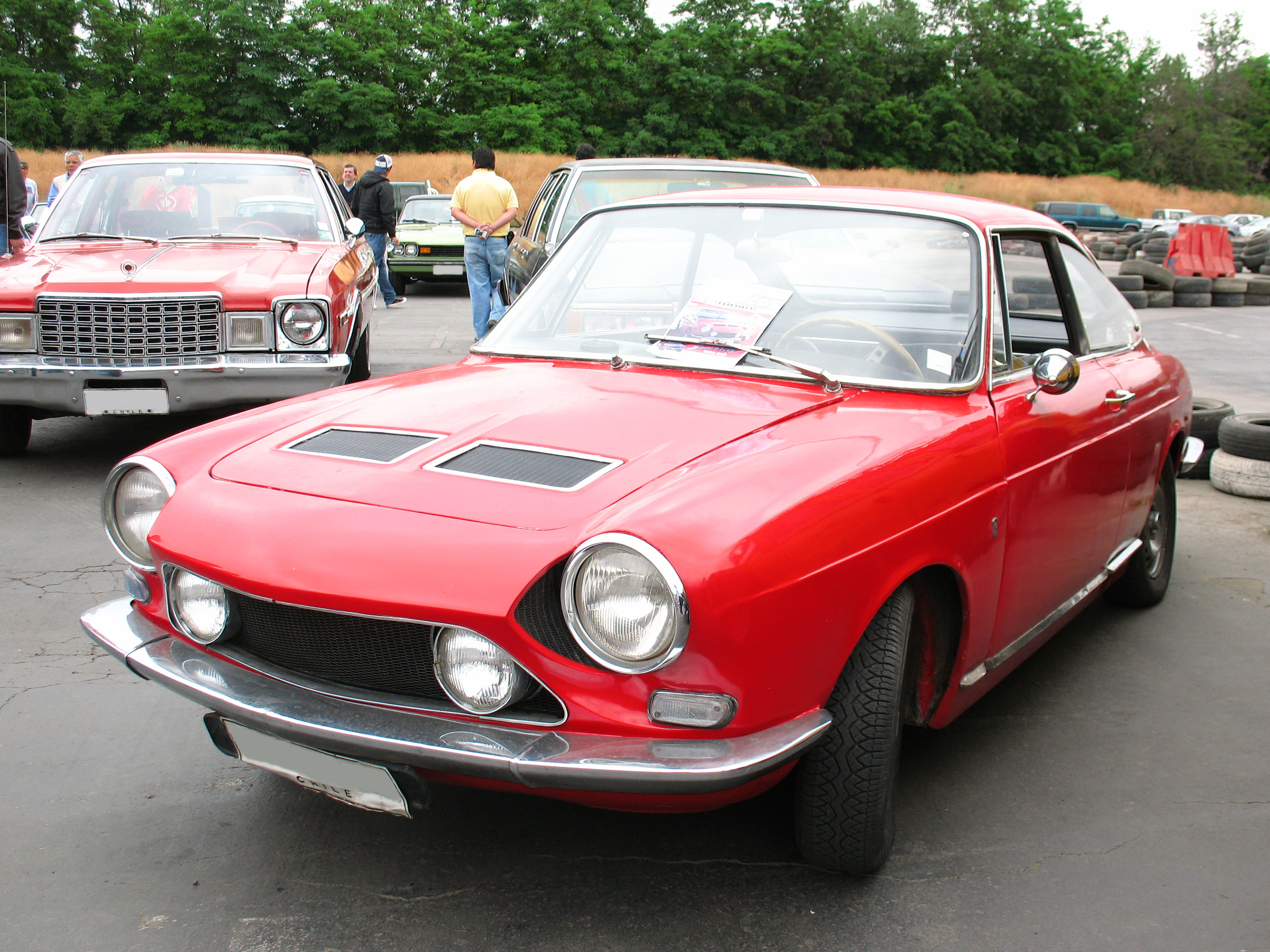
Simca 1200S Bertone Coupe

Друга модель була оновленням автомобіля з кузовом купе. Цього разу знову попросили Бертоне попрацювати над машиною, яка отримала 1.2 л 83-сильний двигун. Бертоне оновив до цього колишню безлику носову частину, її дизайн виконали в стилі Lamborghini Miura, не дивлячись на те, що мотор розташовувався по-колишньому ззаду, спереду з'явилися повітрозабірники, як на капоті, так і на передбачуваному для радіатора місці, причому в «решітку радіатора» вбудували великі протитуманні фари. І купе, який тепер міг розвивати до 170 км/год, підносили як афродизіак. Наприкінці 60-х така максимальна швидкість для машини з 1.2 л двигуном була явищем швидше рідкісним, ніж буденним. Крім зовнішності надали лиску і салону, який і так відрізнявся від седана, а тепер панель приладів була облагороджена шпоном під дерево замість чорного пластику, що був у 1000 Coupe.

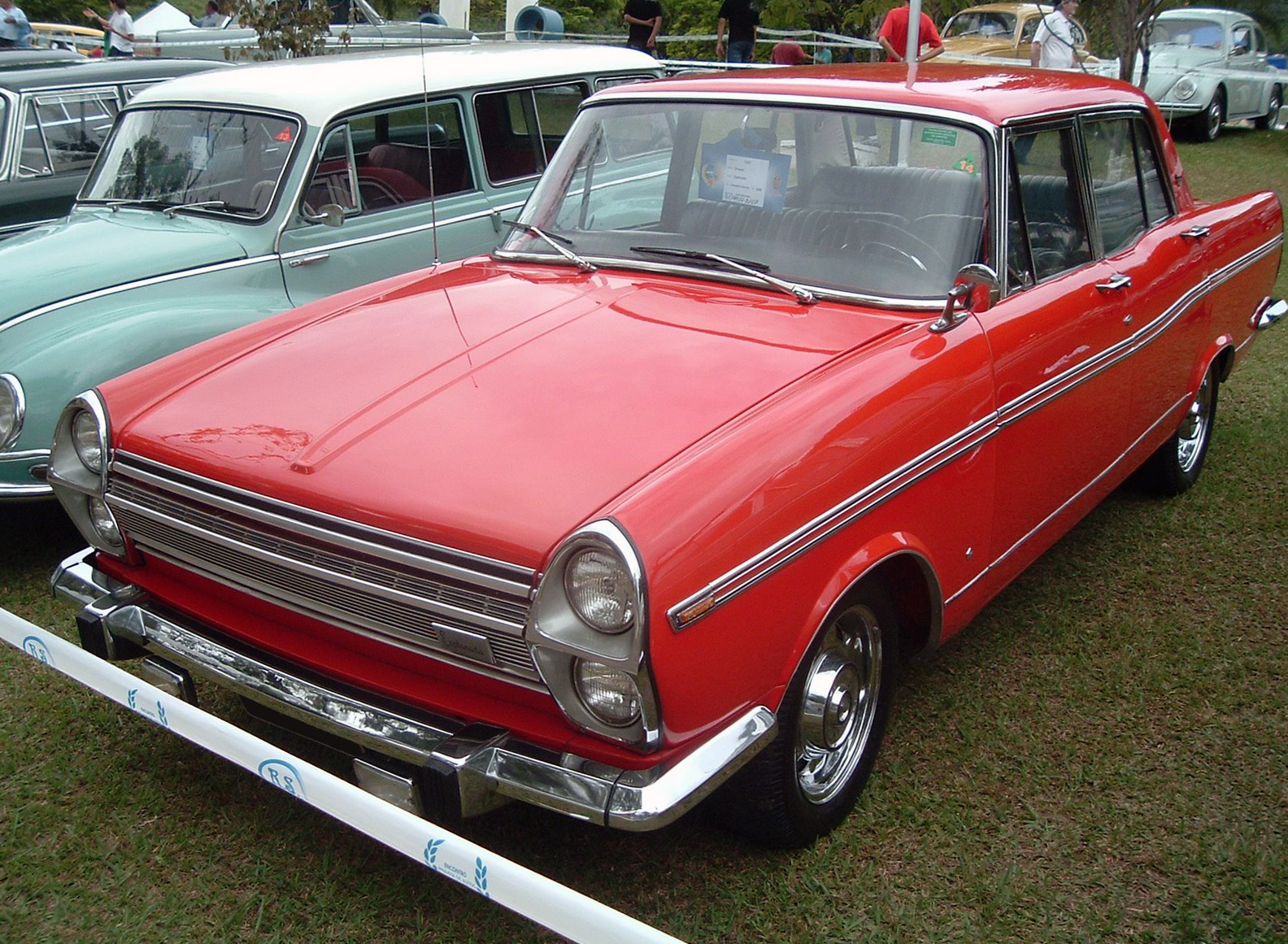
Simca-Chrysler GTX

У 1968 році бразильську машину оновлюють за смаком американських босів, машина отримує спарену оптику і ще дві додаткові моделі — Regence і GTX, перша — люкс-версія, а остання мала забарвлення в стилі американських максл-карів, проте виробництво цих машин тривало лише протягом року, оскільки в 1969 році Chrysler змінить автомобілі, розроблені ще фірмою Ford, на автомобіль власної розробки — Dodge Dart, який тепер сам буде складати конкуренцію автомобілям Ford Galaxie, що випускалися в Бразилії.

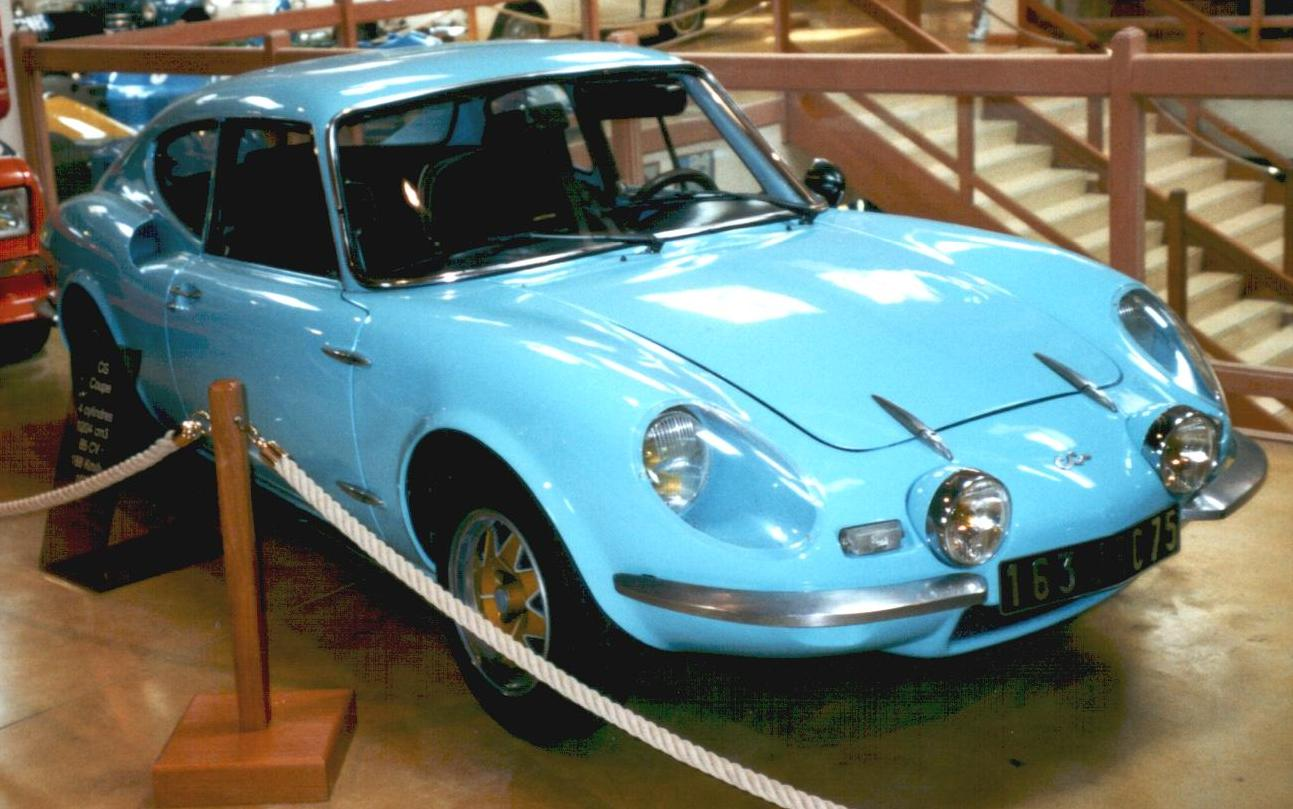
CG Type B 1200S Coupe

Модель 1000 наприкінці 1968 року отримує нову підвіску коліс, завдяки якій управління цією задньомоторною машиною стає безпечнішим, оскільки розваговка була розподілена в пропорції 35:65. Також в скарбничку до вже наявного 1 л мотора додався новий мотор від Simca 1100, об'ємом 1.1 л, ця модель отримала назву 1000 Special або 1118 (в США), зовні цю машину можна було впізнати за квадратними задніми фарами, крім цього з'являється модель Sim 4CV з кузовом від 1000, але з 777-кубовим мотором. Дочірнє підприємство CG цього року починає виробництво своїх машин на базі оновленого 1200S Coupe, на відміну від донора цей 1.2 л автомобіль розганявся аж до 188 км/год, не в останню чергу завдяки 85-сильному мотору (у версії S, звичайна версія мала 80 к.с. і максимальну швидкість до 180 км/год).

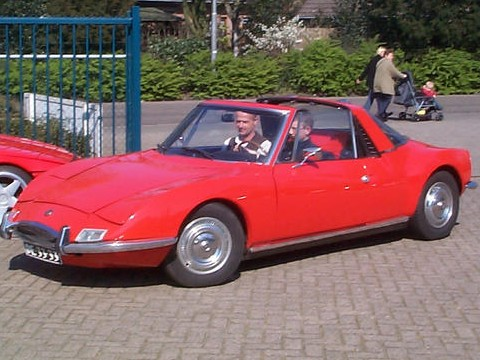
Matra-Simca M530 LX

У 1969 році Simca купує контрольний пакет автомобільного підрозділу фірми Matra, яка випускала на той момент 2-річну модель — 530, під капотом якої був 1.7 л мотор від Ford Taunus, однак двигун не замінюють на який-небудь з виробничої програми фірми, оскільки у Simca не було двигунів з формулою V4, а рядний мотор не влізав, так що Chrysler Corporation знову доводиться продавати машину, обладнану двигуном від конкурента. Машини продавалися як Matra-Simca M530A. Але разом з тим Matra отримує і деякі бонуси від угоди, по-перше, потужність мотора підняли до 75 к.с. (замість колишніх 70 к.с.), по-друге, тепер автомобілі цієї марки могли реалізовуватися по великій дилерській мережі головної фірми. До 1970 модельному ряду машину модернізували зовні, вдавшись до допомоги Мікелотті, машина отримала скляний купол, що відкривав доступ до задньої частини салону, цю версію назвали M530 LX.
Разом з придбанням Matra Automobiles було вирішено створити і спортивний підрозділ концерну, який отримав назву Simca CG Proto MC, до якого увійшло Simca, CG і Matra Sports (займалася виробництвом автомобілів Формули 3, 2 і 1), главою підрозділу стає Анрі Шемен, який до цього 10 років пропрацював в аналогічному підрозділі фірми Ford. Марка CG в рамках конгломерату будувала свої автомобілі, які брали участь і в кільцевих гонках, Matra займалася виробництвом формульної техніки, а також спорт-прототипів.
З серійних автомобілів в 1969 році поновлення торкнулися тільки Simca 1501, яка отримала спортивну версію Special, що відрізнялася 73-сильним мотором і більш спортивною обробкою в салоні.
У 1970 році Chrysler став володіти вже 99,3% акціями компанії, після чого Simca в липні перейменовується в Chrysler France, але машини продавалися по-колишньому під маркою Simca, але на емблемі машин вже красувалася п'ятикутна зірка. Перехід під тотальний контроль американців допоміг повністю оновити обладнання заводу в Пуассі, відкрити склад для запчастин вантажних автомобілів у Верноні, відкрити новий дослідний центр недалеко від Пуассі, до цього центр розташовувався в Аржантеї. Завод в Ля Рошель був збільшений вдвічі, крім цього будується новий завод в Валансьєнні.

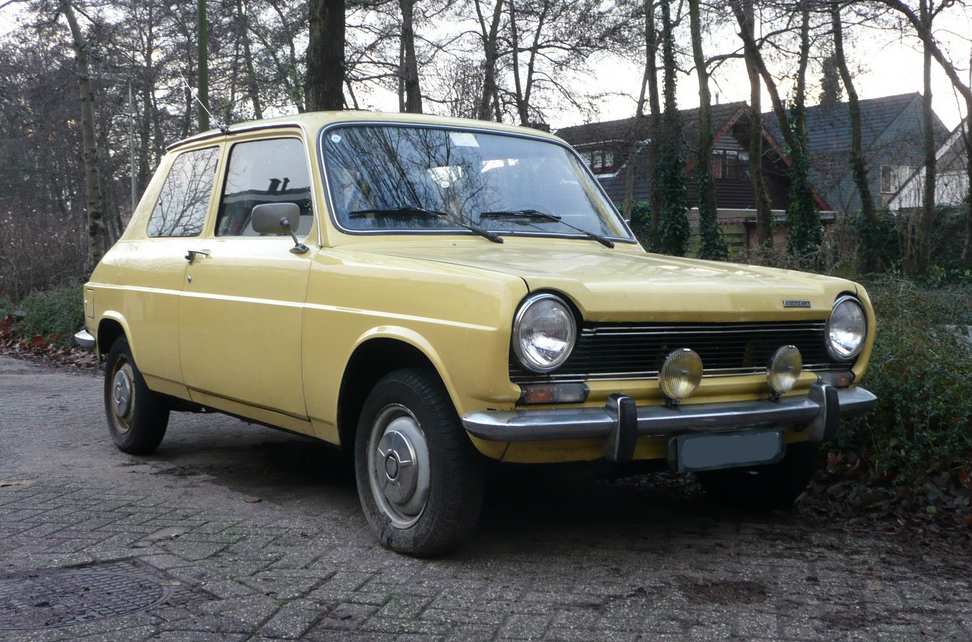
Simca 1204

У жовтні 1970 року з'являється модель 1204 — хетчбек, побудований на базі моделі 1100, в який помістили 1.2 л двигун від купе 1200S, але потужність дефорсували до 75 к.с., але тим не менш перший хот-хетч з'явився, цей автомобіль міг розігнатися до 158 км/год, що було на 24 км/год більше, ніж базова модель.
Тоді ж з'являється модель 1000 Rallye, яка була забезпечена 1.1 л мотором, потужністю 53 к.с., тобто таким же, як і Special, але, на відміну від неї, машина мала більш яскраво виражені спортивні нотки в зовнішності, наприклад, кришка багажника (який був спереду) була забарвлена в чорний мат, чорні матові смуги на капотній кришці, чорні матові сидіння в салоні, диски, що були пофарбовані в чорний колір, і т. д..

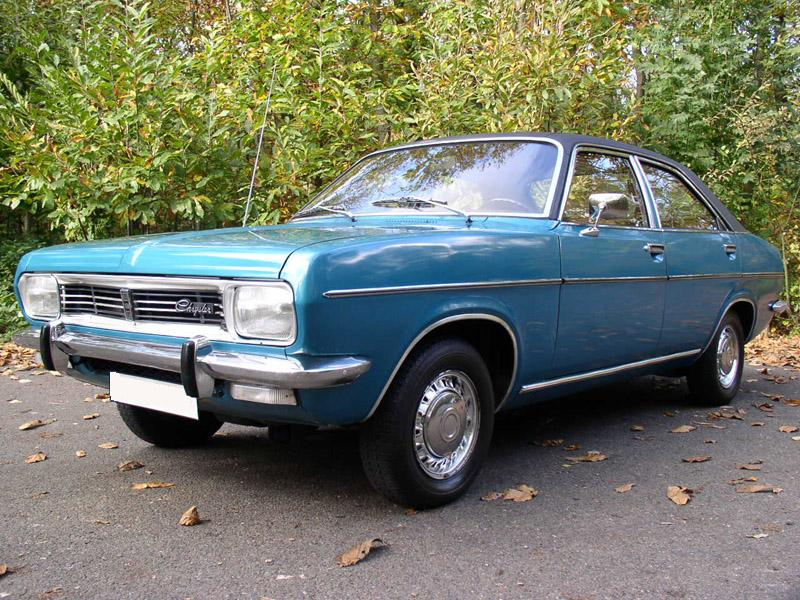
Chrysler 160

Але головною новинкою, що сходила з воріт заводу в Пуассі, стала нова машина, яку почали продавати як Chrysler 160/180. Історія створення цієї машини сходить до середини 60-х, коли Rootes Group почав роботу над так званим «C Car», який повинен був змінити до 1970 року британський Humber Hawk, проте в 1967 році Rootes перейшов під юрисдикцію фірми Chrysler, і плани по відношенню до цієї машини змінилися, британці хотіли встановити під капот майбутньої машини двигун V6, об'ємом 2 л або 2.5 л, завдяки чому нова машина повинна була скласти конкуренцію Rover P6. У той же час Simca вела роботу над заміною для своєї топової машини Vedette, яку вже зняли з виробництва, але під її капот бажали розмістити всього-лише рядні четвірки, оскільки у Франції була жорстка податкова політика в той час. У 1969 році боси Chrysler Europe взяли на розгляд обидва проекти, в результаті французький прототип відправили до Австралії, де він став випускатись як Chrysler Valiant VE-Series, а британський прототип передали французам. Доопрацювати машину покликали дизайнера з американського відділення — Курта Гвінна, який зробив машини схожі на збільшений в розмірах Hillman Avenger. У жовтні 1970 року машину почали випускати на заводі в Пуассі, але до жаху британців під капотом автомобіля були не розроблені нові 2.0 або 2.5 л мотори з V6, а всього лише 1.6 л (80 к.с.) і 1.8 л (97 к.с.), розроблені французами для свого проекту, але при цьому машина мала і британські нотки, так панель приладів автомобіля була оброблена деревом за британською традицією. Коробка передач машин була 4-ступінчастою мануальною, або 3-ступінчастою автоматичною, на більш потужній версії всі чотири колеса мали дискові гальма, на 160 дисковими були тільки передні.
Однак американці помилилися, вони думали, що клієнтура на двох основних ринках збуту буде розкуповувати машину, що мала американський логотип, дуже добре, але у Франції Chrysler був чужорідним словом, публіці звичнішим був бренд Simca, а британці не хотіли купувати Chrysler через те, що назва асоціювалася з американськими захоплювачами компаній, в результаті добре зібраний седан, що мав ряд переваг, не користувався популярністю ні в Англії, ні у Франції.

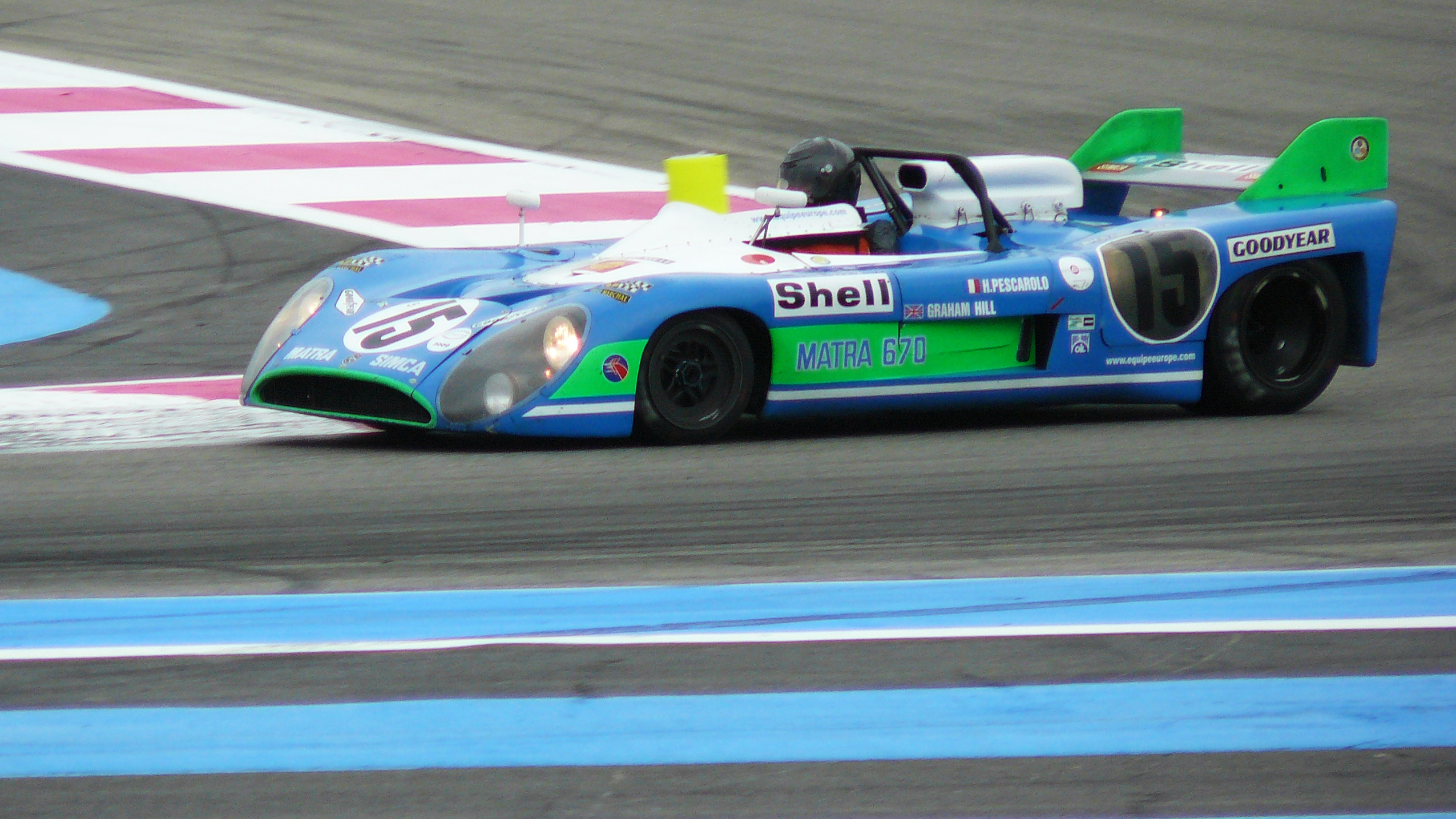
Matra-Simca MS660

Тим часом на спортивних трасах дебютували автомобілі, підготовлені спортивним відділенням компанії, CG 1200 займає третє місце в змаганнях в Мон-Дор, а спортивний прототип Matra-Simca MS660 стартує в Ле-Мані, проте вони так і не змогли дістатися до фінішу через поломки, в основному в моторах, але в Тур де Франс Жан-П'єр Белуас — Патрік Депайє і Жан Тодт приносять золоту медаль в скарбничку команди, виступаючи на MS650.
У 1971 році 1100 отримує нові задні ліхтарі, які полегшували доступ до багажника, модель 1204 змінюється новою — 1100 Special, оснащеною новим 1.3 л 75-сильним агрегатом, з яким машина не сильно покращила показники максимальної швидкості (до 160 км/год). Модель 1301/1501 отримує нову панель приладів, версію Special припиняють виробляти, боячись, що машина буде конкурувати з новинкою Chrysler 160/180. У Ле-Мані була знову невдача, яка компенсується першим місцем у Тур де Франс, цього разу завойованим Жераром Ларуссом і Джонні Рівзом. У той же час команда, що виступала на автомобілях CG, стає чемпіоном країни у своєму класі.

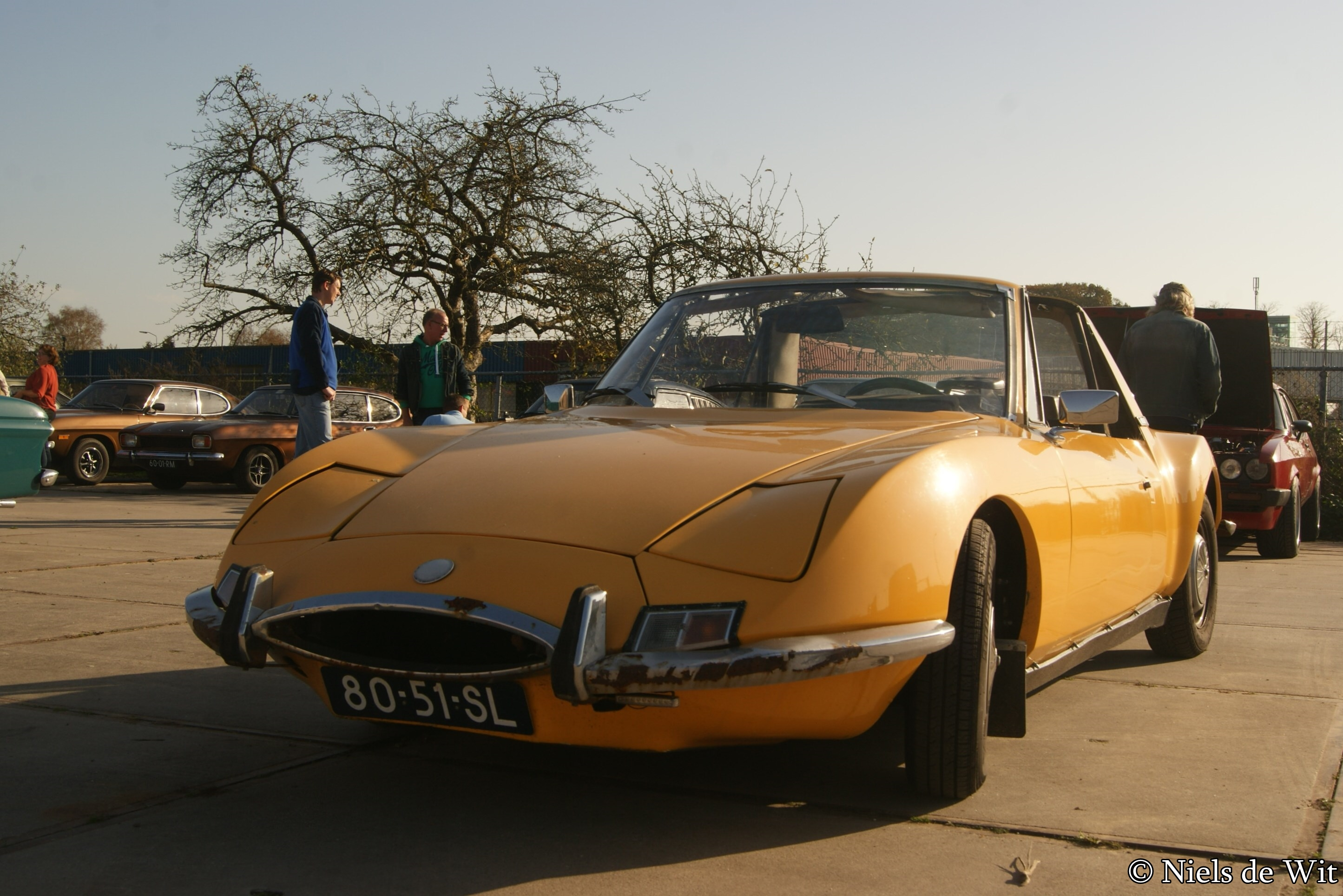
Matra-Simca M530SX

Серійна Matra-Simca М530 отримує нову версію кузова з дахом типу тарга, ця модель отримає назву M530 SX, також замість фар, що піднімалися, на цю модель встановили фіксовані чотири.
У 1972 році нарешті вдається досягти тріумфу і на Ле-Мані, дві машини MS670 оминули і Porsche, і Ferrari, Анрі Пескороло і Грем Хілл отримують золото, а Франсуа Кевер і Джеймс Кенлі «задовольнялися» сріблом, молодші моделі від CG також приносять призові місця в різного роду змаганнях.

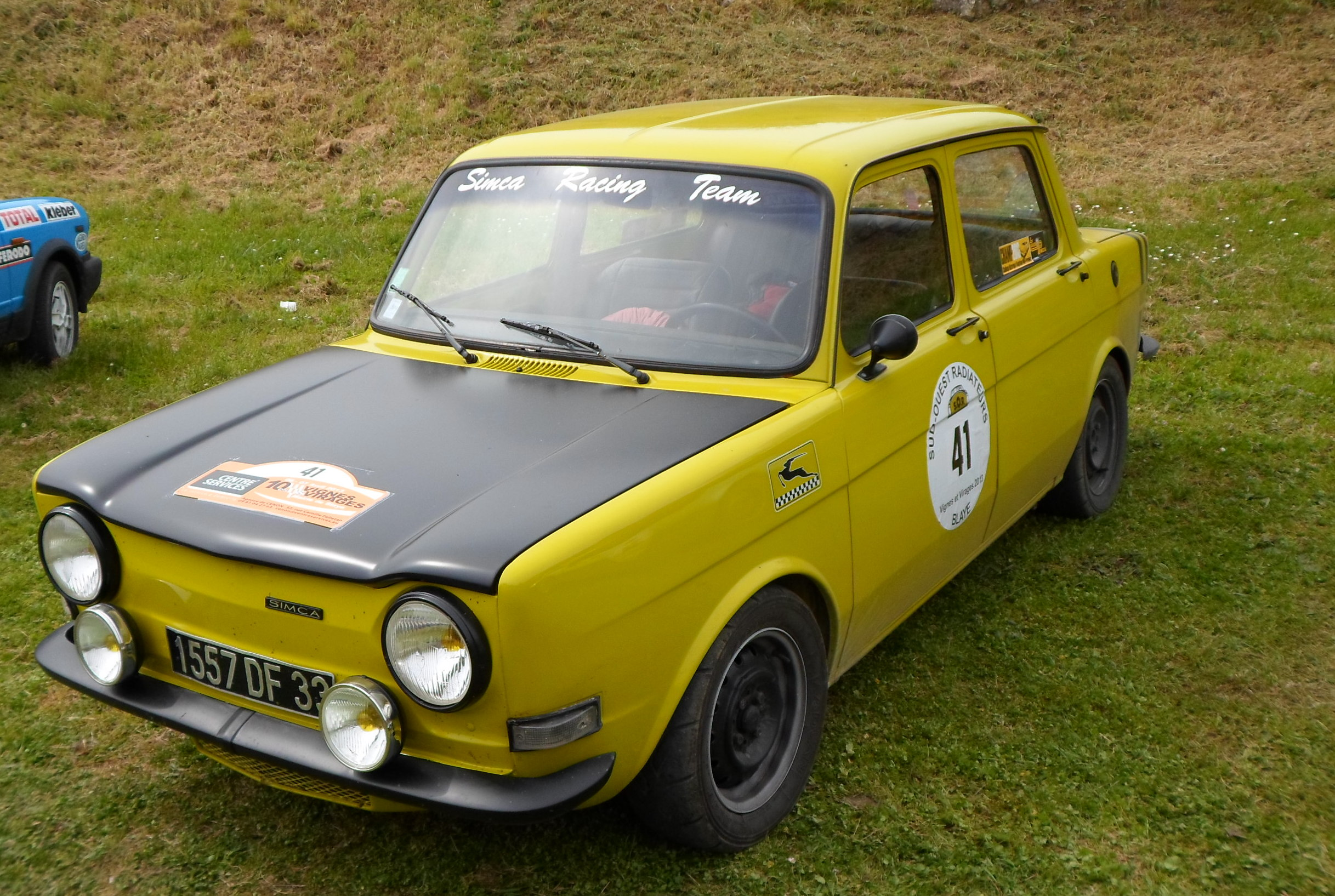
Simca 1000 Rallye 2

Цього року серійні машини отримують нові версії, так в лютому з'являється модифікована модель 1000 Rallye 1, об'єм двигуна становив 1.3 л, а потужність — 60 к.c., а у вересні з'являється і 1000 Rallye 2 з форсованим до 82 к.с. двигуном, з яким машина розганялася до 170 км/год, цей задньомоторний автомобіль оснащували дисковими гальмами на всіх колесах. Ця машина починає складати конкуренцію Renault R8 Gordini, молодь, яка бажала чогось погарячіше, починає потихеньку пересідати на цю модель з Renault. Щоб закріпити успіх машини, спортивне відділення фірми при ініціативі французького музиканта Мусташа створюють серію SRT (Star Racing Team), в яких між собою починають змагатися відомі у Франції зірки: Жан-Клод Бутьє (боксер і надалі актор), Клод Брассер (відомий актор), Джонні Холлідей (рок-співак і актор), Ремі Жюльєн (відомий каскадер і постановник трюків у «бондіані» того часу), Гі Маршан (співак і актор), Андре Пусс (актор і надалі директор Мулен Руж), Жерар Пірес (комедійний режисер і автор фільму «Таксі»), Жан-Луї Трентіньян (актор і режисер, а також племінник Моріса Трентіньяна, відомого гонщика) і Едді Вардан (актор і співак), разом з тим ганяти на такій машині не гребували і зірки автоспорту типу Балло-Лєна, Ліж'є, Жарре, Ранотті, Пескароло, Тойвонена, Трентіняна та багатьох інших.

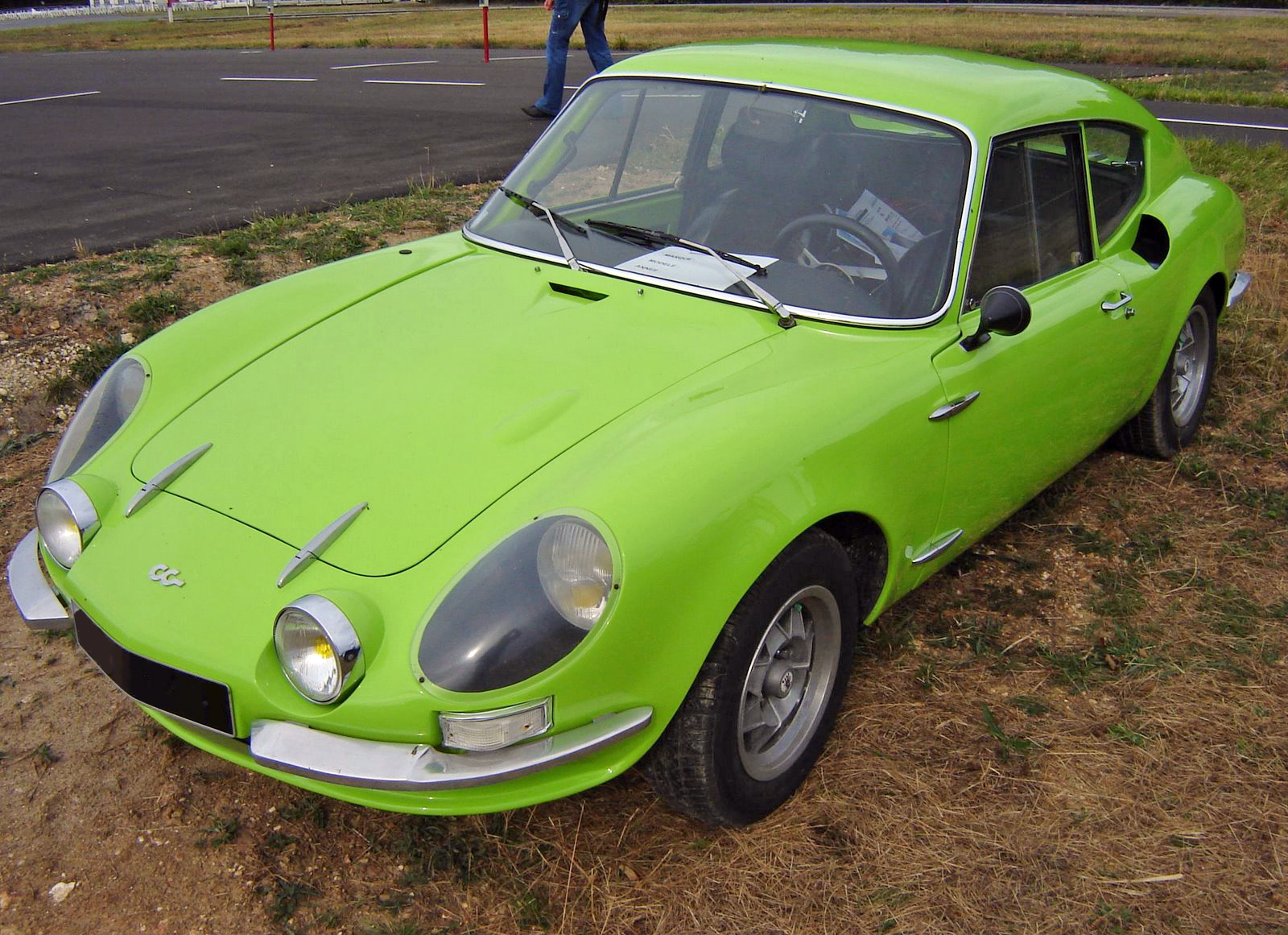
CG 1300 Coupe

Модель 1200 отримує 87-сильний мотор, що дозволяв їй розганятися до 180 км/год, а моделі 1301/1501 знову починають випускати у версії Special, після очевидного провалу нової моделі, цього разу машини, які отримали 66- і 81-сильні мотори, випускалися і з кузовами універсал, до цього більш потужний варіант можна було купити тільки з кузовом седан. У CG теж анонсується нова модель — 1300, яку оснастили 1.3 л двигуном від Rallye 2, тобто потужністю 82 к.с., машина змогла розігнатися до 185 км/год, а її більш потужна версія з 95-сильним мотором — до 195 км/год, ставши нарешті гідним конкурентом Alpine-Renault. Нове купе отримало більш похилий дах і ряд інших оновлень в екстер'єрі машини.

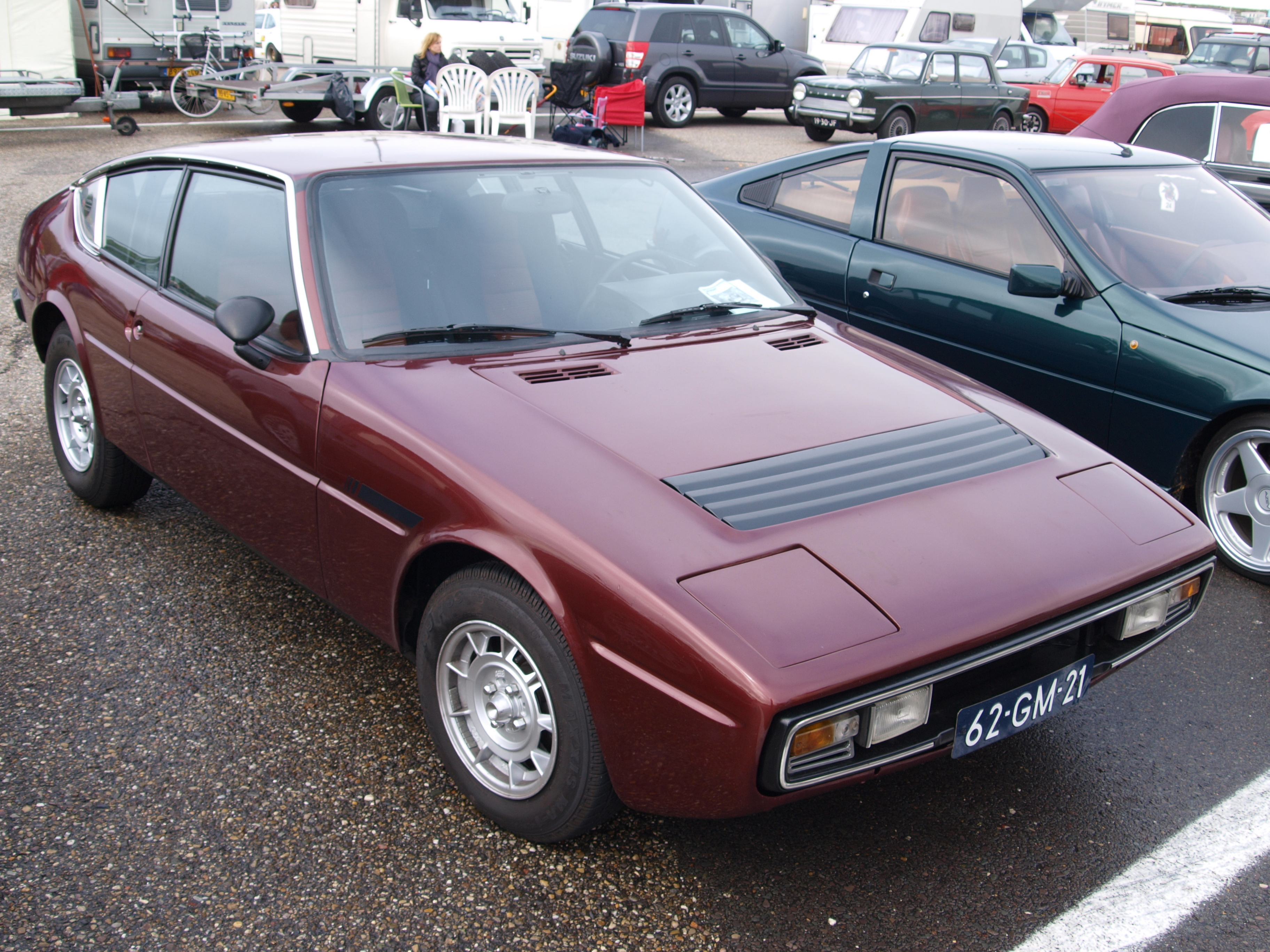
Matra-Simca Bagheera

У 1973 році з'являється 2-літрова модель під маркою Chrysler, яка так і називалася — Chrysler 2-Litre, машина серійно мала вініловий дах, більш дорогу обробку салону і 14" колеса, під капотом був новий 2-літровий мотор, потужністю 110 к.с., який доводили у спортивному відділенні фірми. Модель Sim 4CV припиняють виробляти, а Matra представляє нову модель, яка повинна змінити автомобілі марки CG. Нова Matra-Simca Bagheera, розробкою якої займався грек Антоніс Воланіс, отримала 1.3 л двигун, потужністю 84 к.с., мотор був розташований посеред бази, кузов із пластику спочивав на рамі, машина мала непогані характеристики, наприклад, до ста розганялась за 12.2 секунди, а впиралася в позначку 185 км/год, при цьому вона була досить дешева, плюс дизайн машини нагадував Lamborghini Urraco, що знову-таки було на руку прихильникам цієї машини.
В Іспанії, де з 1969 року почали випускати автомобілі цієї марки на підприємстві Barreiros Diesel SA, одним з дилерів марки (Talleres Panades) будуються на базі Simca 1100, які в Іспанії називалися 1200, модель 1200 Campero. Машина використовувала днище від Simca 1200, на яке одягали 2-дверний коробчатий кузов, виготовлений зі склопластику і поліестеру, метою Антоніо Мадуено, який був автором машини, було створити щось середнє між позашляховиком і простим передньопривідним автомобілем. Машина, яку оснащували 1.1 л або 1.3 л двигуном, незабаром зацікавили босів з Франції, незабаром і у Франції почали випускати подібну версію.

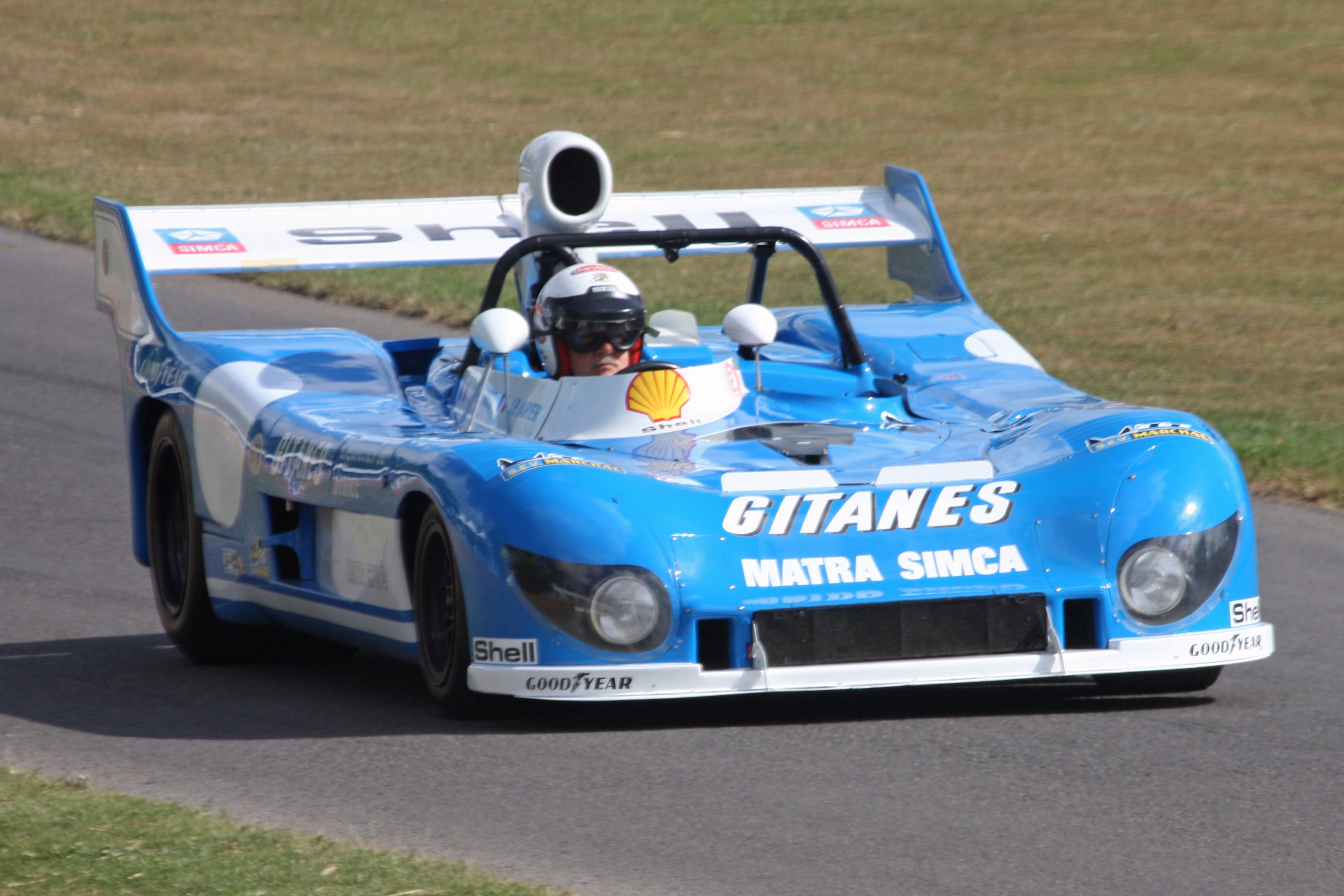
Matra-Simca MS670B

У 1973 році Ле-Ману виповнюється 50 років, і вся Франція вболівала за Matra-Simca, оскільки з французьких виробників вже ніхто не міг скласти конкуренцію Ferrari, Alfa Romeo і Porsche. Ligier JS 2, яка була французькою маркою, використовувала двигуни Maserati, що було не дуже патріотично. На старті було 55 екіпажів, з яких до фінішу дійшов 21. Анрі Пескароло в напруженій боротьбі зміг закінчити гонку раніше, ніж Редман на Ferrari 312 PB, слідом за нею фінішував екіпаж Жан-П'єров — Жабуйє і Жуссу, які також виступали на Matra-Simca MS670B, до загальної радості французьких уболівальників, автомобілі CQ також вдало показували себе на трасах і, не дивлячись на те, що до 1974 року машини цієї марки виграли в 32 змаганнях з 49 прийнятих, спортивній програмі концерну вмикають червоне світло, оскільки в 1973 році розгорається паливна криза. У зв'язку з цим марка CG припиняє своє існування, оскільки програма була закрита, а купе Matra-Simca Bagheera успішно замінювала більш дорогу модель фірми — 1300.
У 1974 році модель 1100 отримує версію Ti з 1.3 л двигуном, потужністю 82 к.с., з яким машина досягала швидкості в 178 км/год, ця машина придивлялася в першу чергу молоді і початківцям-ралістам, тим більше Simca відкрила свою школу ралі, а після перемоги Бернара Фіорентіно на Монте-Карло в своєму класі відбою від покупців не було. У Ле-Мані екіпажі Пескароло і Жабуйє фінішують на колишніх позиціях, тільки цього разу між ними примостився Porsche, а не Ferrari. Matra-Simca з гордо піднятою головою залишає світ автоперегонів (Matra пізніше буде будувати мотори для автомобілів Формули 1).

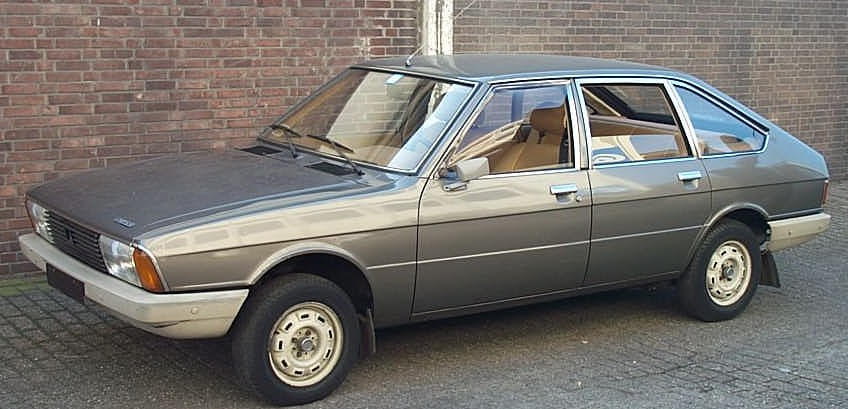
Simca 1307

У 1975 році з'являється нова модель — Chrysler Alpine, або у Франції Simca 1307/1308. Машина була побудована на подовжених шасі передньопривідної моделі 1100, але дизайн кузова був абсолютно інший, автором дизайну був Рой Ейкс, який був автором Hillman Avenger. Кузов автомобіля був зроблений типу хетчбек, бампери автомобіля були повністю пластиковими (одна з перших машин з повністю пластиковими бамперами), салон також був футуристичним для 1975 року. Цей автомобіль змінив 1301/1501, виробництво яких закінчили в липні 1975 року, але залишки зі складу ще рік розпродавалися.
Машина комплектувалася або 1.3 л двигуном, або 1.4 л мотором, назва машини означала: 13 — найменший мотор моделі (1.3 л), а остання цифра — фіскальна потужність автомобіля (7 к.с. і 8 к.с.). Цю машину почали збирати в Пуассі, а незабаром із готових машинокомплектів і в Райтоні. Через рік машина отримає титул «Автомобіль року», а ще через кілька років машині приварять нову морду, задню частину, встановлять поздовжньо мотор і назвуть її «Максимка», який в середині 80-х піде в серію як АЗЛК 2141, ніяких ліцензійних покупок не було, це заявляли і головні інженери АЗЛК, і Рой Ейкс, який був головним дизайнером європейського відділення Chrysler.

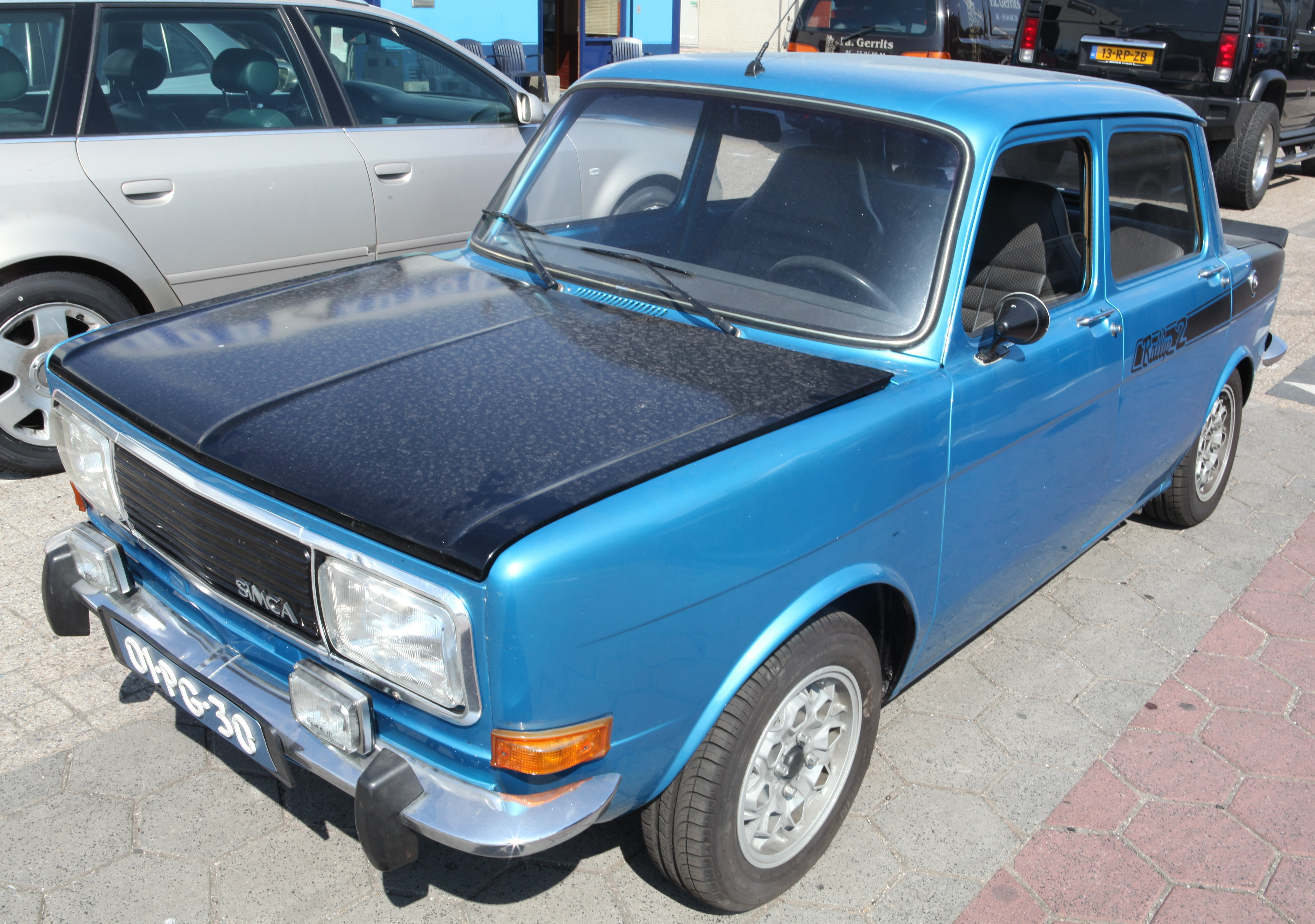
Simca 1000 Rallye 2 після фейсліфту

Модель 1000 отримує новий варіант з 1.3 л двигуном — SR, який змінює модель Special, попутно машина переживає фейсліфт, круглі фари змінюються прямокутними, також змінюється форма «багажника».
Модель 1100 отримує додаткові версії, типу LX, GLX і ES, які відрізнялися декором, так перша мала пластикову решітку радіатора, забарвлену в чорний колір.

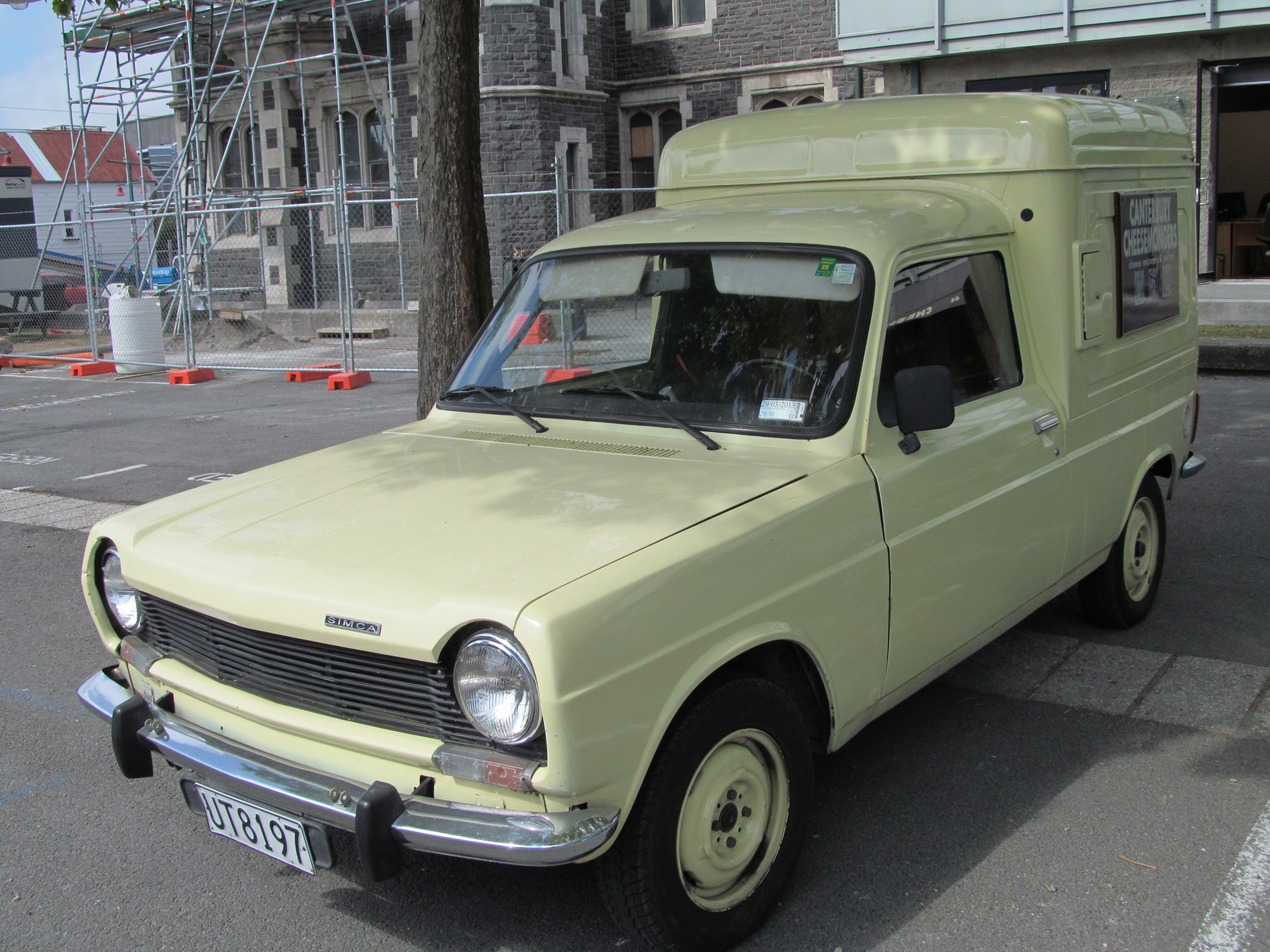
Simca VF2

У 1976 році з'являється модель Bagheera S з 1.4 л двигуном від Simca 1308, але потужність якого була доведена до 90 к.с.. Інженери Matra працювали над створенням 8-циліндрового мотора з формулою U8 шляхом з'єднання 2 моторів 1.3 л, прототип показав на стенді 268 к.с., таким чином автомобіль з 2.6 л двигуном спокійно міг би обганяти серійні Ferrari, при цьому будучи набагато дешевшим, ніж італійський продукт, проте американські боси вирішили поставити на такому проекті великий і жирний хрест, і до нього більше не поверталися. У цьому ж році, коли стало ясно, що Simca 1307/1308, яких випустили 250 тисяч штук до цього часу, треба випускати ще більше, поки був попит, а невдахи 160/180/2-Litre вирішують сплавити на завод в Іспанії, де на подив машина починає користуватися особливим попитом. У цьому ж році фургон VF2, що будувався на базі 1100, отримує версію пікап, якої не було з 1963 року, ці обидві моделі стануть довгожителями.
У 1977 році виготовлені в Іспанії Chrysler 160 і 180 змінять назву на Chrysler 1609/1610, оскільки в Іспанії помінялася податкова система, яка стала схожою з французькою, у Франції машини починають продаватися як Chrysler-Simca 1609/1610. Боси з-за океану занадто пізно здогадалися ребрендувати автомобіль. Іспанці починають випускати і дизельну версію з 2-літровим 65-сильним агрегатом.

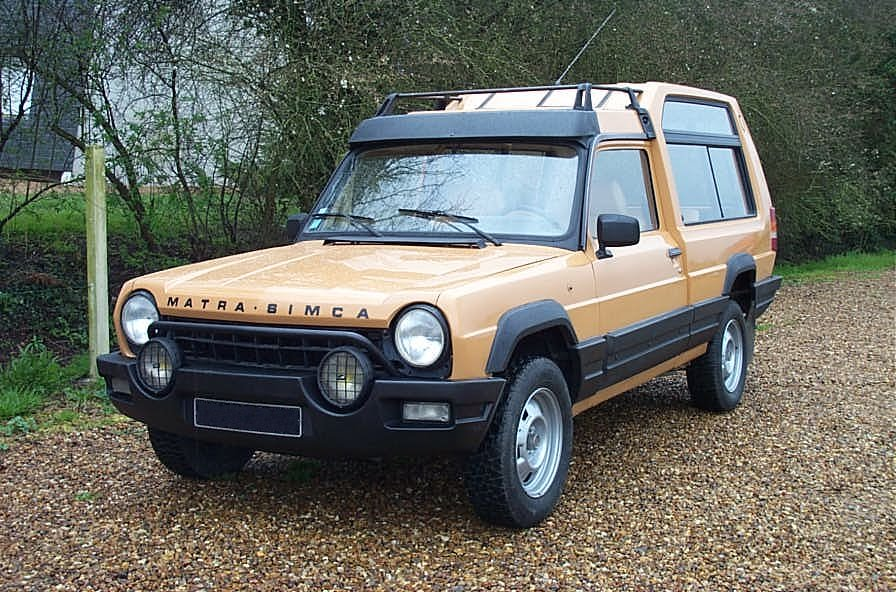
Matra-Simca Rancho Х

Модель 1000 отримує фінальну версію спортивного варіанту — Rallye 3, який розвивав 103 к.с. і максимальну швидкість в 183 км/год, всього було побудовано 1000 примірників, кожен з яких мав табличку в салоні з порядковим номером. Також з'являються версії 1005 LS і 1006 GLS, які оснащувалися 1 л і 1.1 л моторами відповідно. Модель 1308 отримує версію GT, яка вже в серійній версії мала велюрову обробку салону, електропривід вікон і литі диски. Bagheera отримує оновлений передок, який незначно подовжили. У цьому ж році Matra представляє нову модель, яка була зроблена за мотивами іспанського «Камперо». Модель Rancho була також побудована на базі модель 1100, як і прототип, машина оснащувалася тільки переднім приводом, при цьому виглядала як позашляховик.
Ця модель була збірною солянкою, так мотор 1.4 л (80 к.с.) і коробку взяли від Simca 1308, гальма по колу запозичили від Simca 1100 Ti, двері, крила і лобове скло взяли від пікапа Simca VF2, приладову панель — від базового 1100. Машина мала 4 версії: базова так і називалася — Rancho, потім йшла Rancho Grand Raid, яка мала електричну лебідку в передньому бампері і запаску на даху; Decouvrable — дуже рідкісна версія, у якої задня частина даху знімалася, і виходив напівкабріолет; і Rancho X, остання мала фарбу металік, литі диски та інші люкс-аксесуари.

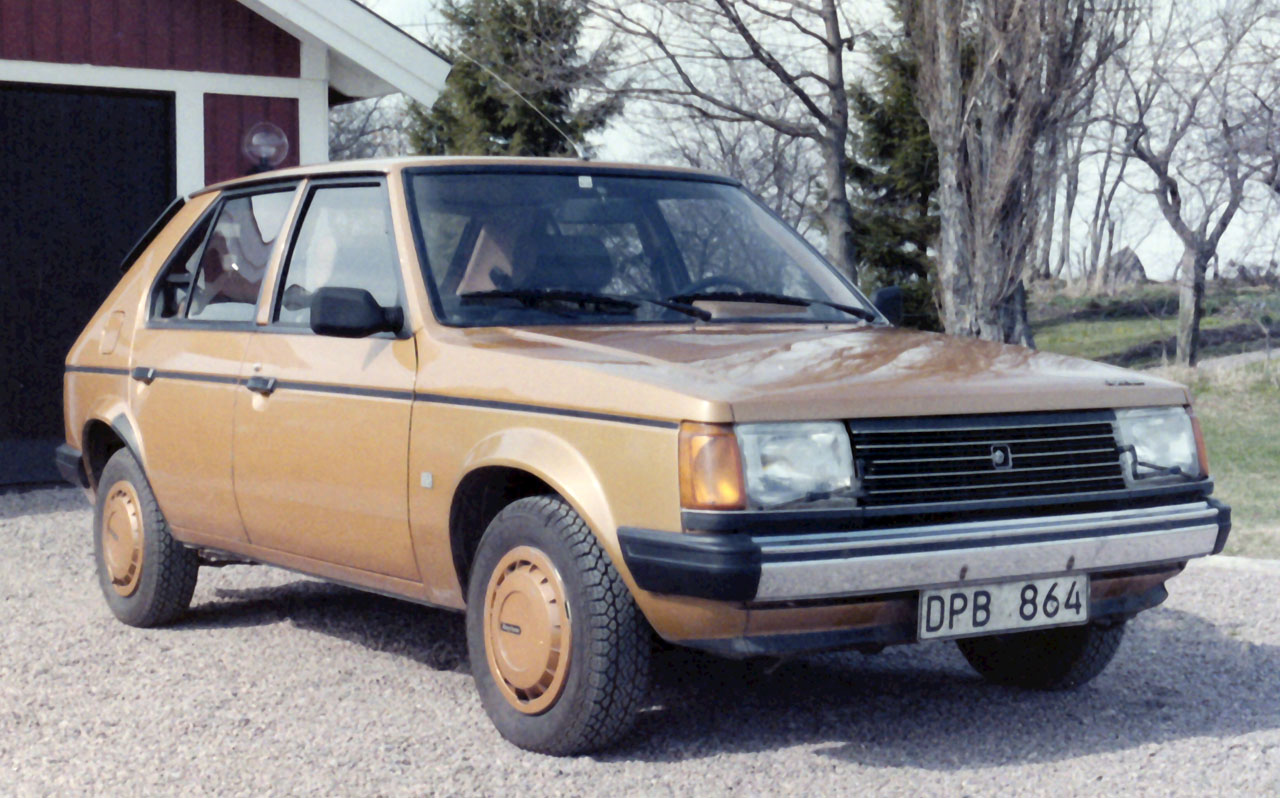
Simca Horizon

У 1978 році припиняється виробництво моделі 1000, модель 1100 позбавляється версії Ti, а все тому, що з'являється нова модель — Horizon, яка повинна була змінити модель 1100. Цей проєкт розроблявся як всесвітній, оскільки машину планувалося випускати не тільки в Пуассі чи в Іспанії, але й по той бік океану, тобто в США. Нову машину оснастили моторами 1.1 і 1.3 л, які були відомі по колишніх моделях, але кузов був абсолютно новим — незграбного типу, який був у моді наприкінці 70-х, Horizon пропонувався в трьох комплектаціях: LS, GL і GLS, остання мала тоновані шибки і електрорегулювання дзеркал.

## Припинення виробництва автомобілів. Закриття компанії
Одночасно машина починає випускатися і в США, в місті Бельвідері, що в Іллінойсі, під назвою Dodge Omni, під капотом у «Доджа» був мінімально 1.6 л двигун, розроблений французами. Однак Simca Horizon випускали всього 7 місяців, оскільки в серпні американці оголосили, що продають все своє європейське відділення концерну PSA, щоб врятувати американську фірму, оскільки в Європі зі збутом європейських моделей проблем не було, але от у США справи йшли зовсім інакше. У січні 1979 року американці починають пакувати свої валізи і відлітати до себе на батьківщину, а люди з Peugeot-Citroёn заявляють, що з липня всі автомобілі будуть продавати у Франції під маркою Talbot, а в решті Європи — Talbot-Simca.

## Список автомобілів Simca-Fiat
- 1934 — Simca-Fiat 6CV
  - Simca-Fiat 11CV

## Список автомобілів Simca
- 1936 — Simca Sinq
- 1937 — Simca Huit
- 1946 — Simca 5
  - Simca 8
- 1947 — Simca 6
- 1949 — Simca 8 Sport
- 1951 — Simca Aronde
- 1952 — Simca 9 Sports
- 1954 — Simca Coupe De Ville
  - Simca Vedette
  - Simca Comete
- 1955 — Simca Weekend
- 1956 — Simca Marly
  - Simca Versailles
- 1957 — Simca Plein Ciel
  - Simca Océane
  - Simca Ariane
- 1958 — Simca Aronde P60
  - Simca Aronde Plein Ciel
  - Simca Aronde Océane
- 1961 — Simca 1000
  - Simca Miramas
- 1963 — Simca 1300
  - Simca 1500
  - Simca 900
- 1966 — Simca 1301
  - Simca 1501
- 1967 — Simca 1100
  - Simca 1200
- 1968 — Simca 1000 Special
  - Simca 1118
  - Simca Sim
- 1970 — Simca 1204
  - Simca 1000 Rallye
- 1971 — Simca 1100 Special
- 1972 — Simca 1000 Rallye 1
  - Simca 1000 Rallye 2
- 1975 — Simca 1307
  - Simca 1308
- 1976 — Simca VF2
- 1977 — Simca 1005
  - Simca 1006
- 1978 — Simca Horizon

## Список автомобілів Simca do Brasil
- 1959 — Simca Chambord
- 1960 — Simca Présidence
- 1961 — Simca Tufão
- 1962 — Simca Rallye
  - Simca Jangada
- 1963 — Simca Alvorada
- 1964 — Simca Profissional
- 1966 — Simca Emi-Sul
  - Simca Esplanada

## Список автомобілів Simca-Abarth
- 1962 — Simca-Abarth 1300 GT
- 1963 — Simca-Abarth 1150

## Список автомобілів Matra-Simca
- 1969 — Matra-Simca M530
- 1970 — Matra-Simca MS660
  - Matra-Simca MS650
- 1972 — Matra-Simca MS670
- 1973 — Matra-Simca Bagheera
- 1977 — Matra-Simca Rancho

## Список автомобілів Chrysler-Simca
- 1968 — Simca-Chrysler GTX
- 1977 — Chrysler-Simca 1609
  - Chrysler-Simca 1610